# Serial killer cinematografici

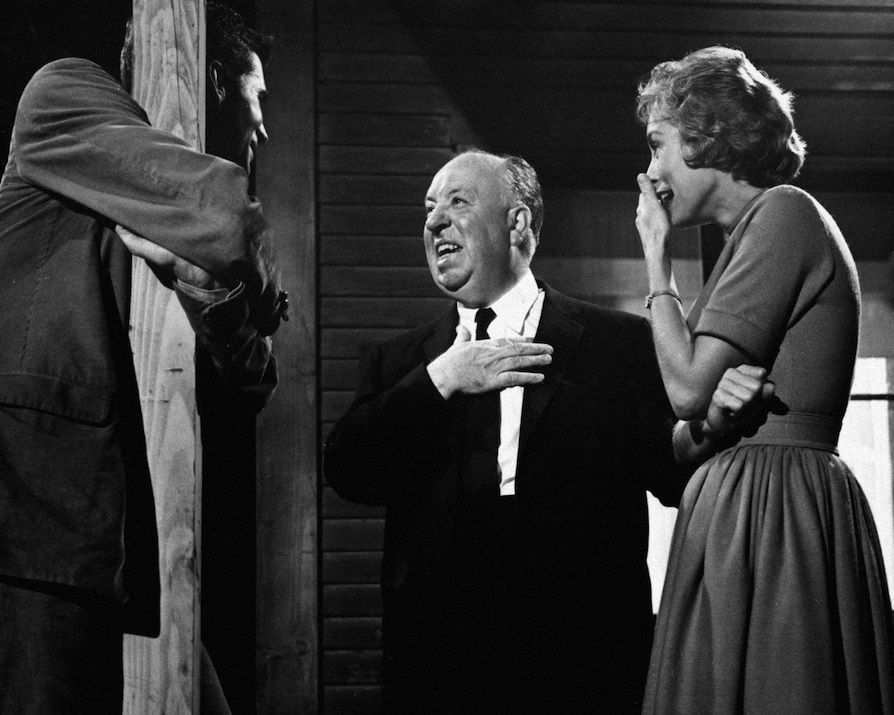
Anthony Perkins, Alfred Hitchcock e Janet Leigh sul set di Psyco del 1960. Tale opera culminò la figura del serial killer, con l'invenzione del personaggio di Norman Bates.

Con serial killer cinematografico ci si riferisce a un assassino seriale all'interno di un contesto cinematografico. Tale figura è presente sin dagli albori della storia del cinema, con opere già riconducibili tra la fine del XIX secolo e l'inizio del XX secolo.
I criminali seriali sono rappresentati principalmente in opere del cinema dell'orrore, nei thriller o nei film di narrativa come il giallo, il poliziesco, lo spionaggio o il noir. Fra le prime figure imponenti del genere vi fu lo scienziato Henry Jekyll, tratto dal famoso romanzo di Robert Louis Stevenson, Lo strano caso del dottor Jekyll e del signor Hyde del 1886, ove la prima rappresentazione cinematografica risale al 1908.
La figura del serial killer nel cinema si confermò con la nascita del genere slasher, tra la fine degli anni settanta è l'inizio degli anni ottanta. Durante la "Golden Age" di genere, nacquero importanti figure criminose che diedero il via ad un filone di saghe cinematografiche, rappresentate dai maggiori assassini seriali del cinema quali Leatherface, Jason Voorhees, Michael Myers, Freddy Krueger, Hannibal Lecter, Pinhead, Ghostface e Chucky.

## Storia

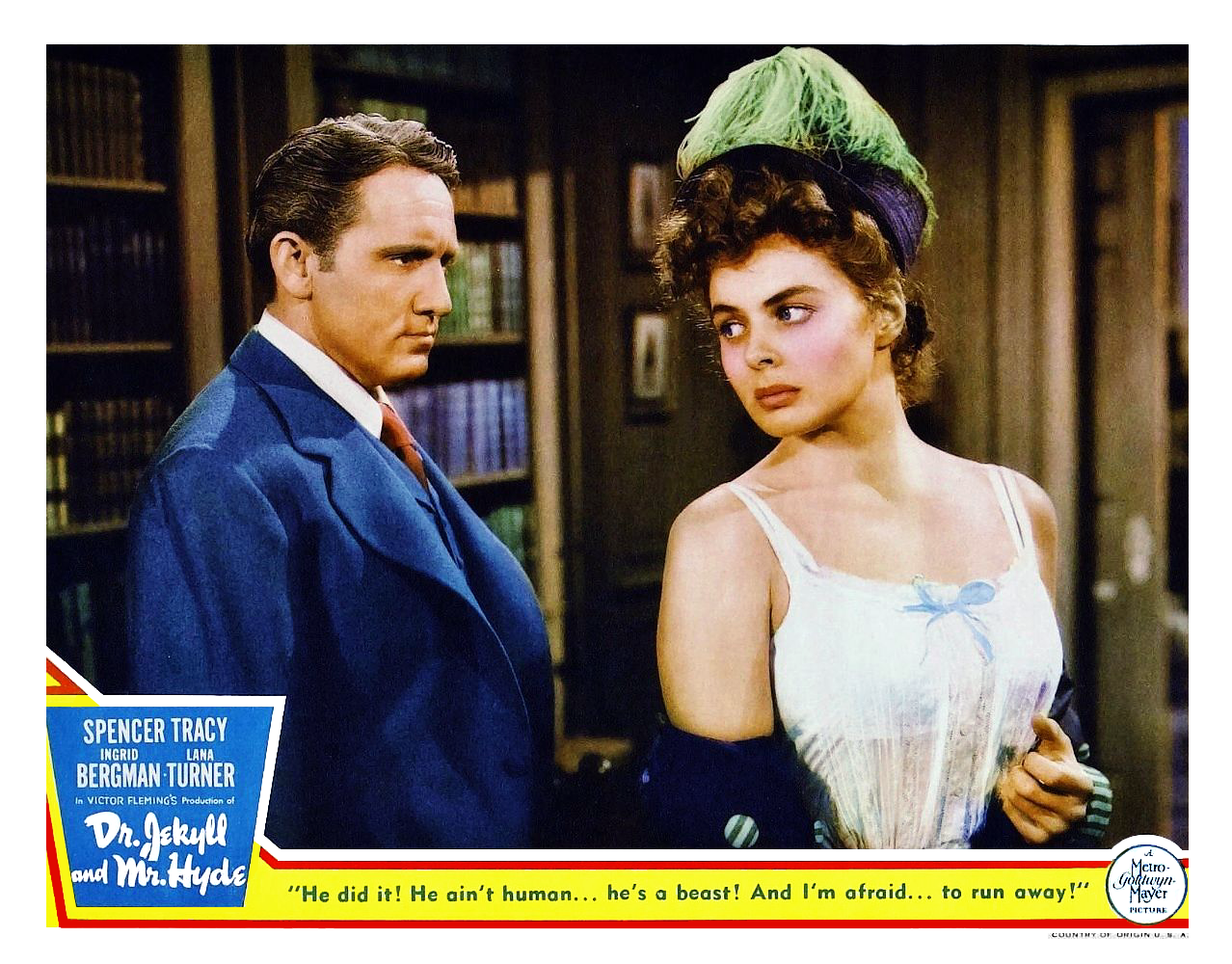
Nella foto Spencer Tracy e Ingrid Bergman nel film Il dottor Jekyll e Mr. Hyde del 1941.

Le origini dei serial killer nel mondo del cinema sono riconducibili già agli albori del cinema muto, con l'opera di Rupert Julian Il fantasma dell'Opera datato 1925. Basato sull'omonimo romanzo di Gaston Leroux, il film racconta la storia di Erik, talentuoso musicista dal viso deturpato, che vive nei sotterranei dell'Opéra di Parigi. Follemente innamorato della cantante Christine Daaé, quest'ultimo e disposto a tutto per conquistarla.
Un altro esempio di assassino seriale fu il noto scienziato Henry Jekyll, affetto da una doppia personalità (Edward Hyde) causata dall'assunzione di una pozione creata da lui stesso, per separare la natura dell'animo buono, da quella malvagia che vige in ogni essere umano. Ideato dallo scrittore scozzese Robert Louis Stevenson, Jekyll è protagonista del noto best seller Lo strano caso del dottor Jekyll e del signor Hyde del 1886. Il personaggio nel mondo del cinema è stato rappresentato più volte in svariate pellicole, in cortometraggi, film muti e a colori. La prima apparizione cinematografica è risalente al 1908, nel noto cortometraggio muto Dr. Jekyll and Mr. Hyde (considerato perduto) basato sull'opera teatrale Forepaugh and Fish del 1904, con protagonisti gli stessi attori teatrali. Nel 1941 venne girato il primo film a colori dal titolo Il dottor Jekyll e Mr. Hyde, diretto da Victor Fleming ed interpretato da Spencer Tracy e Ingrid Bergman; Il film ebbe tre nomination agli Oscar del 1942.

## Elenco serial killer
Nelle sezioni che seguono è approfondita la personalità e il "curriculum" dei principali serial killer cinematografici. Essi sono elencati in ordine cronologico di apparizione nei loro rispettivi film, senza quindi considerare che alcuni di loro provengono da romanzi con cronologia differente.

### 1931

#### Dottor Jekyll e Mister Hyde
Henry Jekyll è uno scienziato che durante i suoi studi sulla psiche umana riesce, miscelando particolari ingredienti chimici, a mettere a punto una pozione che può separare le due nature dell'animo umano, quella buona e quella malvagia. La sua personalità diventa così scissa in due metà speculari che, alternativamente, bevendo la pozione o l'antidoto, prendono possesso del suo corpo, trasfigurandone anche l'aspetto. Ma le due identità sono contrapposte sia nel modo di apparire che in quello di essere: dott. Jekyll infatti è rispettabile ed educato, con le mani "pulite", alto, Mr. Edward Hyde al contrario è malvagio, basso, con le braccia corte e le mani pelose e tozze; ha tutte le sembianze di un uomo primitivo.
Il personaggio è stato creato nel 1886 dalla penna di Robert Louis Stevenson e compare per la prima volta nel romanzo Lo strano caso del dottor Jekyll e del signor Hyde. Nella versione cinematografica del 1931 viene introdotta una relazione (del tutto inesistente nel romanzo, ma ripresa anche da varie versioni cinematografiche successive per creare divagazioni sentimentali) tra Jekyll e Muriel Carew, figlia proprio della prima vittima di Hyde, il generale Danvers Carew (nel romanzo Carew, l'uomo ucciso da Hyde, è membro del parlamento, non si parla mai di una figlia, e Jekyll non si innamora mai). La relazione del dott. Jekyll con la figlia di Carew viene ripresa anche nel film del 1941 diretto da Victor Fleming, inoltre si potrà vedere che il protagonista avrà una storia d'amore anche con una cameriera innamorata di lui.

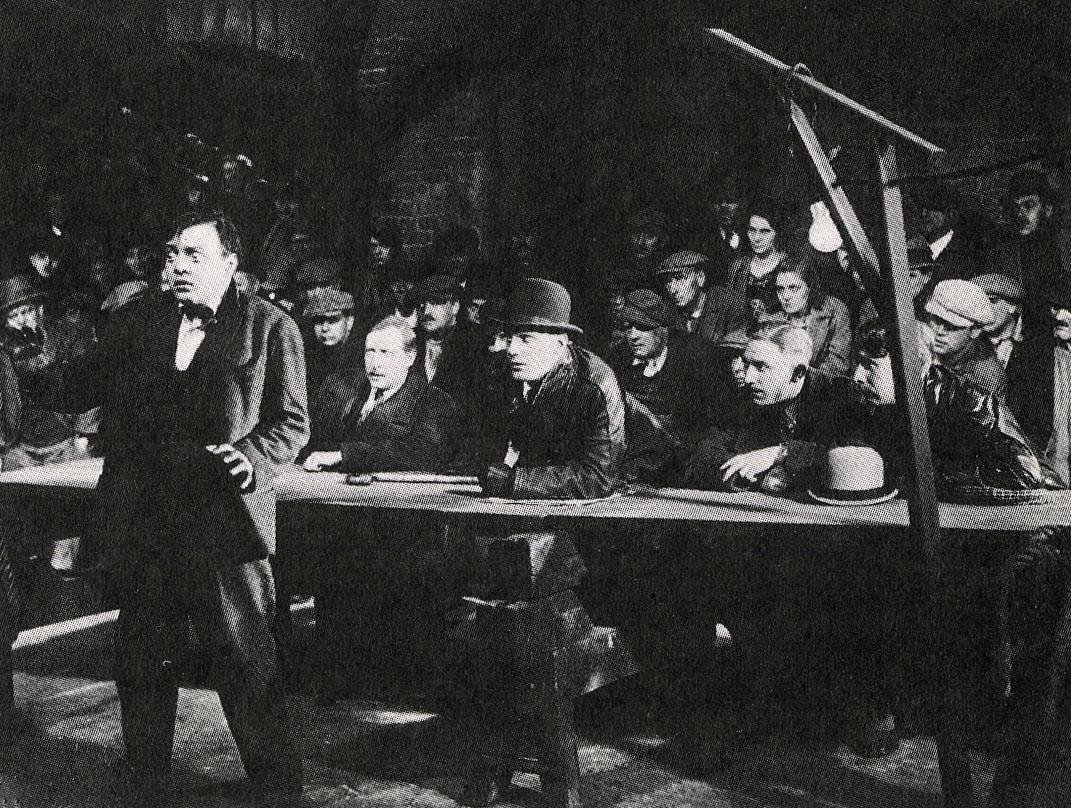
Il mostro (interpretato da Peter Lorre), durante il processo nel film M - Il mostro di Düsseldorf del 1931.

#### M. Il Mostro
Una tranquilla cittadina tedesca, viene scossa dalle gesta di un efferato assassino seriale che si è macchiato di otto crimini fanciulleschi. L'opinione pubblica mette sotto pressione la polizia locale, quando il maniaco omicida uccide un'altra bambina, mettendo in subbuglio l'intera città. Parte dunque una meticolosa ricerca del killer sia da parte della polizia, sia da parte del crimine organizzato, leso dalle continue retate delle forze dell'ordine nei quartieri malavitosi, in cerca dell'assassino.
Diretto da Fritz Lang nel 1931, M - Il mostro di Düsseldorf è una delle prime opere del filone noir americano degli anni quaranta, nonché, fra le prime che trattarono il tema serial killer. La magistrale interpretazione di Peter Lorre nel ruolo di Hans Beckert (M. Il Mostro), è considerata una delle più note dell'attore.
Il temibile Hans Beckert occupa la seconda posizione, nella classifica dei 25 migliori cattivi di sempre secondo la rivista Time.

### 1945

#### Mr. Owen

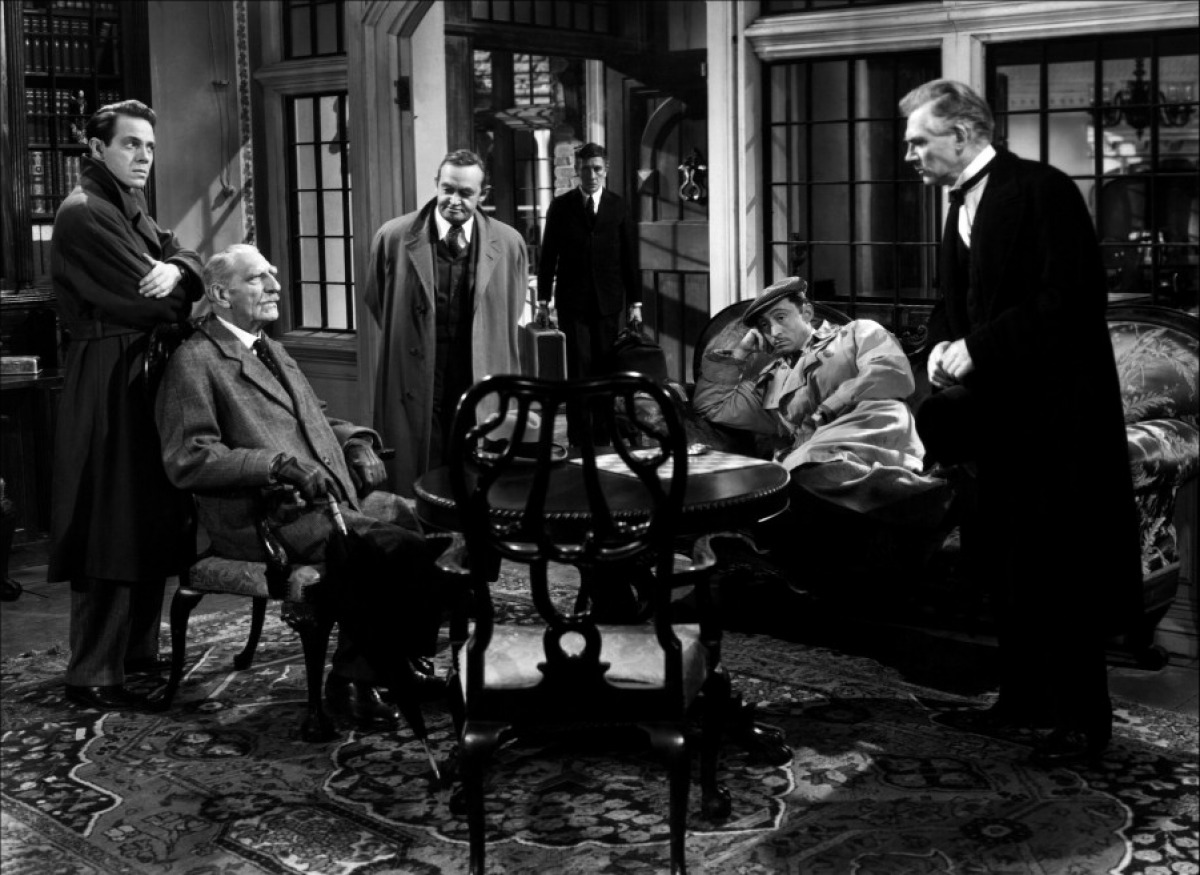
Il primo incontro tra gli invitati di Mr. Owen nel film Dieci piccoli indiani, datato 1945.

In un'isola sperduta dal nome Nigger Island, nel Devon (una contea del Regno Unito), un gruppo di persone sono state invitate da un certo U.N. Owen. Ad attendere gli otto invitati – la giovane Vera Claythorne, il dottor Edward Armstrong, il giudice Quinncannon, la devota Emily Brent, il principe russo Nikita Starloff, il generale Sir John Mandrake, il detective William Henry Blore e l'avventuriero Philip Lombard – ci sono i domestici Thomas ed Ethel Rogers.

Agatha Christie, autrice del romanzo Dieci piccoli indiani.

All'ascolto di un disco sul grammofono, una voce misteriosa (che si rivela essere quella di Mr. Owen) accusa ognuno degli invitati (compresi i domestici) di essere colpevoli di omicidio e che dunque si trovano lì, per il sol motivo di estinguere le loro colpe. Iniziano così una serie di delitti misteriosi fra gli invitati, che iniziano a sospettare che fra di loro si possa celare la misteriosa figura del signor Owen.
La figura di Mr. Owen è tratta dal romanzo di Agatha Christie Dieci piccoli indiani, datato 1939. La prima trasposizione cinematografica fu Dieci piccoli indiani del 1945, diretto da René Clair ed interpretato da Barry Fitzgerald. L'assassino è stato rappresentato in altre medesime pellicole sempre tratte o ispirate in parte, al romanzo, quali Dieci piccoli indiani datato 1965 e interpretato dall'attore Wilfrid Hyde-White (mentre la voce udibile dal grammofono è quella di Christopher Lee), nel film ...e poi, non ne rimase nessuno del 1974, Mr. Owen e impersonato da Richard Attenborough (mentre la voce della registrazione è del regista e attore Orson Welles), nel film russo Desjat' negritjat il misterioso assassino è interpretato da Vladimir Zel'din (1987), in Dieci piccoli indiani del 1989, Mr. Owen è interpretato da Donald Pleasence, mentre nella miniserie televisiva dall'omonimo titolo del 2015, l'omicida è interpretato dall'attore Charles Dance.

### 1948

#### Brandon Shaw
Il giovane Brandon Shaw con la complicità dell'amico Phillip Morgan, si macchia del delitto di David Kentley, un loro ex compagno di Harvard che viene ucciso strangolato da una corda. I due nascondono il corpo esanime del giovane in un baule, sopra il quale allestiscono il banchetto del ricevimento per non destare sospetti. Mentre Shaw è sicuro di non essere scoperto e si burla degli ospiti, Morgan è preoccupato e cerca consolazione nell'alcool. Le cose si complicano quando il colto professor Rupert Cadell inizia a sospettare dei due, collegando l'assenza di Kentley al ricevimento.

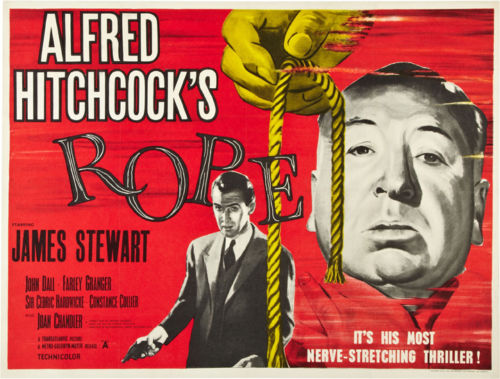
Il poster del film Nodo alla gola.

Il serial killer Brandon Shaw è presente nel film Nodo alla gola del 1948, diretto da Alfred Hitchcock e interpretato da John Dall.

#### Phillip Morgan
Phillip Morgan insieme all'amico Brandon Shaw, strangolano con una corda il loro ex compagno di Harvard David Kentley, occultando il suo cadavere dentro un baule dove prima dell'inizio del ricevimento, vi allestiscono sopra il banchetto degli ospiti per non destare sospetti. Il delitto crea una grande preoccupazione in Morgan, colpito dai sensi di colpa inizia a bere per trovare consolazione, al contrario di Shaw, sereno e soddisfatto di aver compiuto l'omicidio. Tuttavia, il professor Rupert Cadell inizia a sospettare dei due collegando l'assenza di Kentley al ricevimento.
L'assassino Phillip Morgan è interpretato da Farley Granger nel film Nodo alla gola del 1948, diretto da Alfred Hitchcock.

### 1953

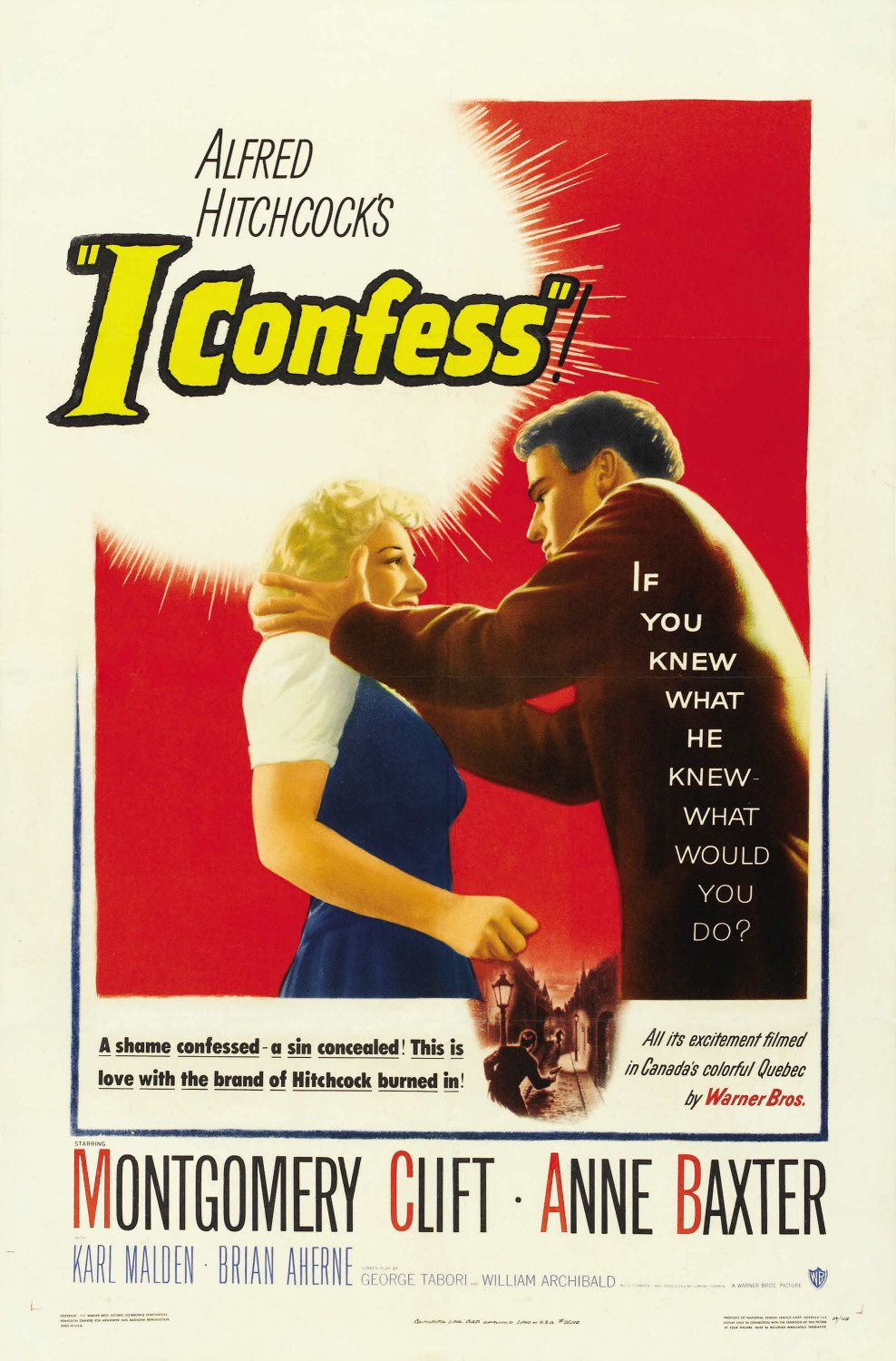
La locandina di Io confesso.

#### Otto Keller
Una sera, Otto Keller, immigrato tedesco tuttofare, accolto da padre Logan insieme alla moglie nella sua chiesa canonica in un periodo indigente, uccide malvolentieri il ricco avvocato Villette, intenzionato ad avvisare la polizia dopo che quest'ultimo l'avevo sorpreso in casa a rubare. Dopo aver commesso il misfatto, keller confessa il delitto a padre Logan sapendo di essere protetto dal sigillo sacramentale. Per una serie di sfortunati eventi, la polizia inizia a sospettare dello stesso padre Logan che lo indica come indiziato numero uno; Tuttavia, durante il processo il prete viene assolto dalla giuria.
Uscito dal tribunale, padre Logan viene sommerso da ingiurie da parte della folla contraria alla sua assoluzione, in quel frangente però, Alma, moglie di Otto, sta per indicare alla folla chi è il vero assassino quando viene colpita a morte dal marito Keller, che si rifugia all'interno dell'albergo Château Frontenac. A questo punto, dopo essersi macchiato di un altro delitto avendo ucciso un inserviente delle cucine, viene braccato dalla polizia che riesce ad ucciderlo, non prima di ricevere l'assoluzione da padre Logan, mentre spira fra le sue braccia.
L'omicida Otto Keller è interpretato dall'attore tedesco Otto Eduard Hasse, nel film Io confesso diretto da Alfred Hitchcock nel 1953.

### 1954

#### Lars Thorwald

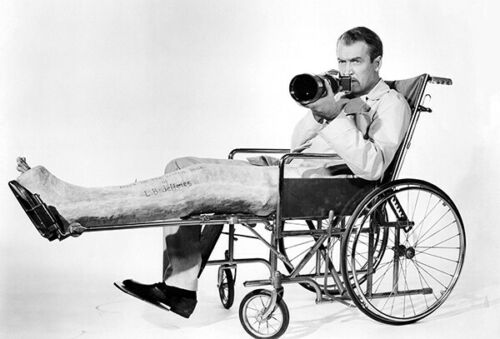
Il fotoreporter L.B. "Jeff" Jeffries (interpretato da James Stewart), munito della sua macchina fotografica con cui spia l'assassino.

Lars Thowald è un commesso viaggiatore che si occupa della vendita di bigiotteria. Vive la sua crisi matrimoniale accudendo la moglie malata e allettata, in un appartamento in affitto. Di fronte al palazzo dove abitano i Thowald vive il famoso fotoreporter L.B. "Jeff" Jeffries, forzato sulla sedia a rotelle per via di un incidente sul lavoro, passa le sue giornate a spiare i vicini di casa con il binocolo della sua macchina fotografica con teleobiettivo. Quando quest'ultimo sente le urla di una donna provenire dall'appartamento dei Thowald, inizia a sospettare che Lars possa avere ucciso la moglie ed aver sezionato il suo cadavere. Inizia così a seguire assiduamente ogni suo movimento dalla finestra.
Il serial killer Lars Thowald è presente nel film La finestra sul cortile del 1954, diretto da Alfred Hitchcock. L'opera è stata candidata a quattro Premi Oscar. Nel 1998 il film venne inserito dall'American Film Institute al quarantunesimo posto, nella classifica dei migliori 100 film statunitensi. Attualmente la pellicola figura al quarantottesimo posto.

### 1960

#### Norman Bates

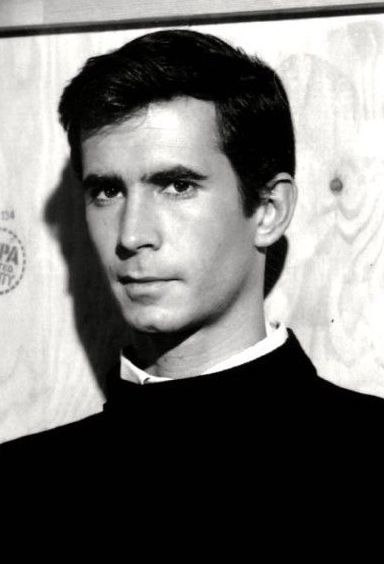
Nella foto l'attore Anthony Perkins nel ruolo di Norman Bates.

Norman Bates è il gestore del Bates Motel, un tranquillo motel sostante in una zona isolata, vicino ad una palude. Apparentemente gentile, educato e insospettabile, Norman nasconde una terribile doppia identità che lo porta a commettere inconsapevolmente dei delitti. Soggiogato dalla madre durante la sua infanzia, Norman ha sviluppato un forte disprezzo nei suoi confronti, tanto quanto il legame che li unisce. Geloso della nuova relazione della madre, sposata dapprima con John Bates che però morì nel 1937 quando ancora Norman aveva cinque anni, quest'ultimo uccise i due amanti avvelenandoli con una dose di stricnina versata nel tè freddo. Norman uccide sotto l'influenza della madre (di cui tiene il suo corpo impagliato nella cantina), indossando le vesti di lei durante il delitto. Quando riprende conoscenza, quest'ultimo è convinto che sia la madre ad aver compiuto i crimini, dunque si disfa dei cadaveri gettandoli nella palude per proteggerla.

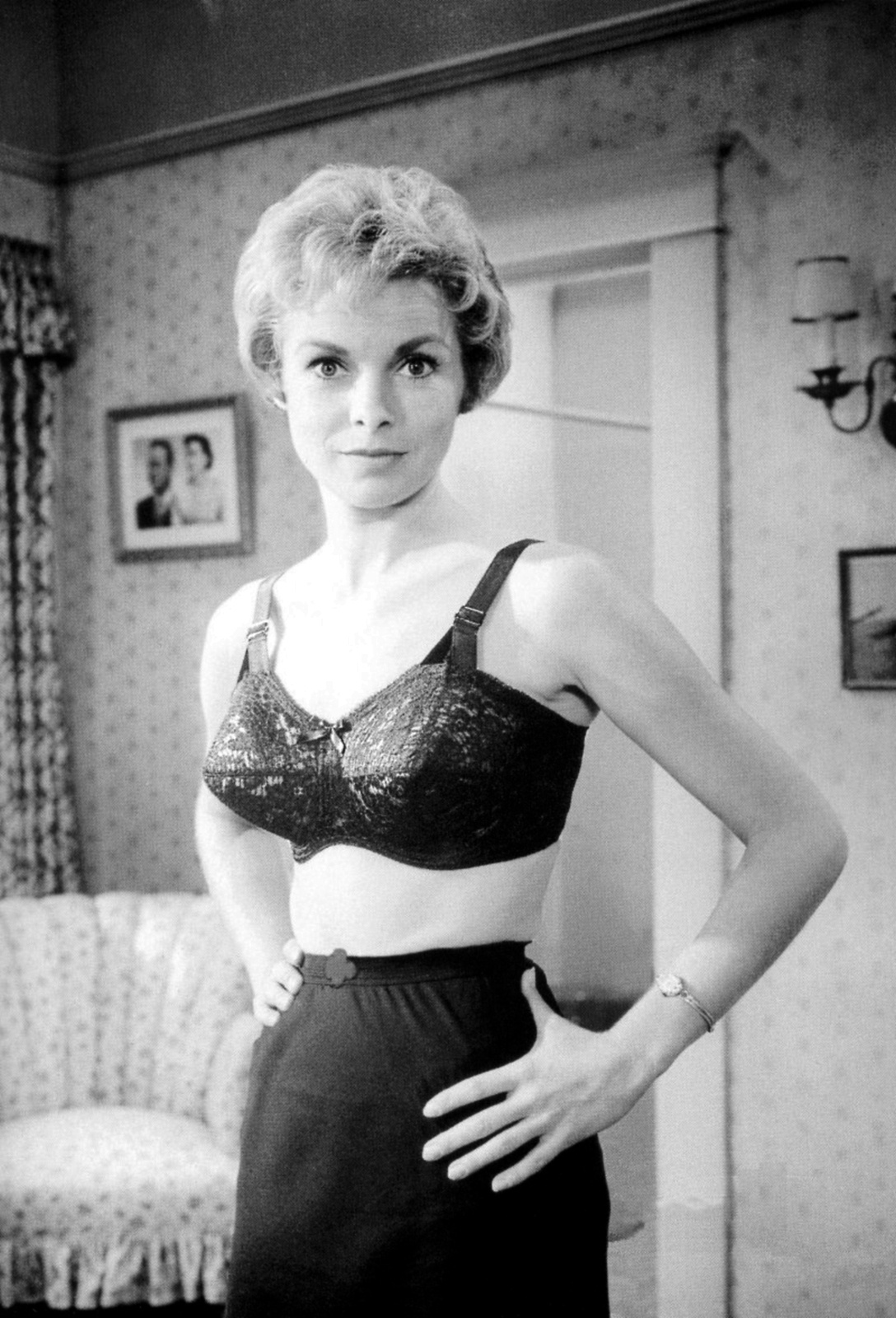
L'attrice Jane Leigh nel ruolo di Marion Crane.

Il personaggio venne creato dallo scrittore Robert Bloch nel 1959 e fu protagonista della serie di romanzi Psycho (1959), Psycho II (1982) e Psycho House (1990). La figura del personaggio è ispirata al serial killer Ed Gein. Nel mondo del cinema il serial killer apparve per la prima volta in Psyco del 1960, diretto da Alfred Hitchcock e interpretato da Anthony Perkins.
La pellicola è considerata un capolavoro del suo genere e affermò la carriera internazionale di Hitchcock. Dal 1992 il film è conservato nel National Film Registry della Biblioteca del Congresso degli Stati Uniti, mentre nel 1998 occupava il diciottesimo posto nella classifica dei migliori cento film statunitensi di tutti i tempi; attualmente occupa il quattordicesimo posto. Il film venne candidato a quattro Premi Oscar nel 1961 e nello stesso anno, Janet Leigh vinse il Golden Globe per la miglior attrice non protagonista per il ruolo di Marion Crane. Norman Bates è inoltre protagonista dei tre sequel diretti Psycho II (1983), Psycho III (1986) e nel film televisivo Psycho IV (1990), interpretato sempre dall'attore statunitense Perkins.
Nel 1987 venne diretto uno spin-off dal titolo Il motel della paura. Si tratta di un film televisivo che racconta le gesta di Alex West, un ragazzo con disturbi mentali che viene rinchiuso in un manicomio per aver ucciso in giovine età il suo patrigno. Nell'istituto fa la conoscenza di Norman Bates (qui interpretato da Kurt Paul), che dopo la sua morte gli lascia in eredità il Bates Motel. Norman Bates è stato interpretato anche da Vince Vaughn nel remake del primo capitolo, diretto nel 1998 da Gus Van Sant dal titolo omonimo. Tra il 2013 e il 2017 è andata in onda la serie televisiva prequel Bates Motel, con Freddie Highmore nel ruolo del giovane Norman Bates. La serie ha riscosso un buon successo di pubblico e critica ed è stata candidata a tre Premi Emmy, oltre ad aver vinto svariati premi.
Il serial killer Norman Bates, occupa la seconda posizione nella classifica dei 50 più grandi cattivi cinematografici di sempre, secondo l'American Film Institute. Nella classifica dei più grandi cattivi di tutti i tempi secondo la rivista britannica Empire, Norman Bates occupa la sedicesima posizione, mentre si piazza alla prima, nella top 15 dei migliori cattivi slasher secondo il sito Screen Rant. Nella top 100 cattivi di IGN, Norman Bates si trova alla quarantunesima posizione.

### 1963

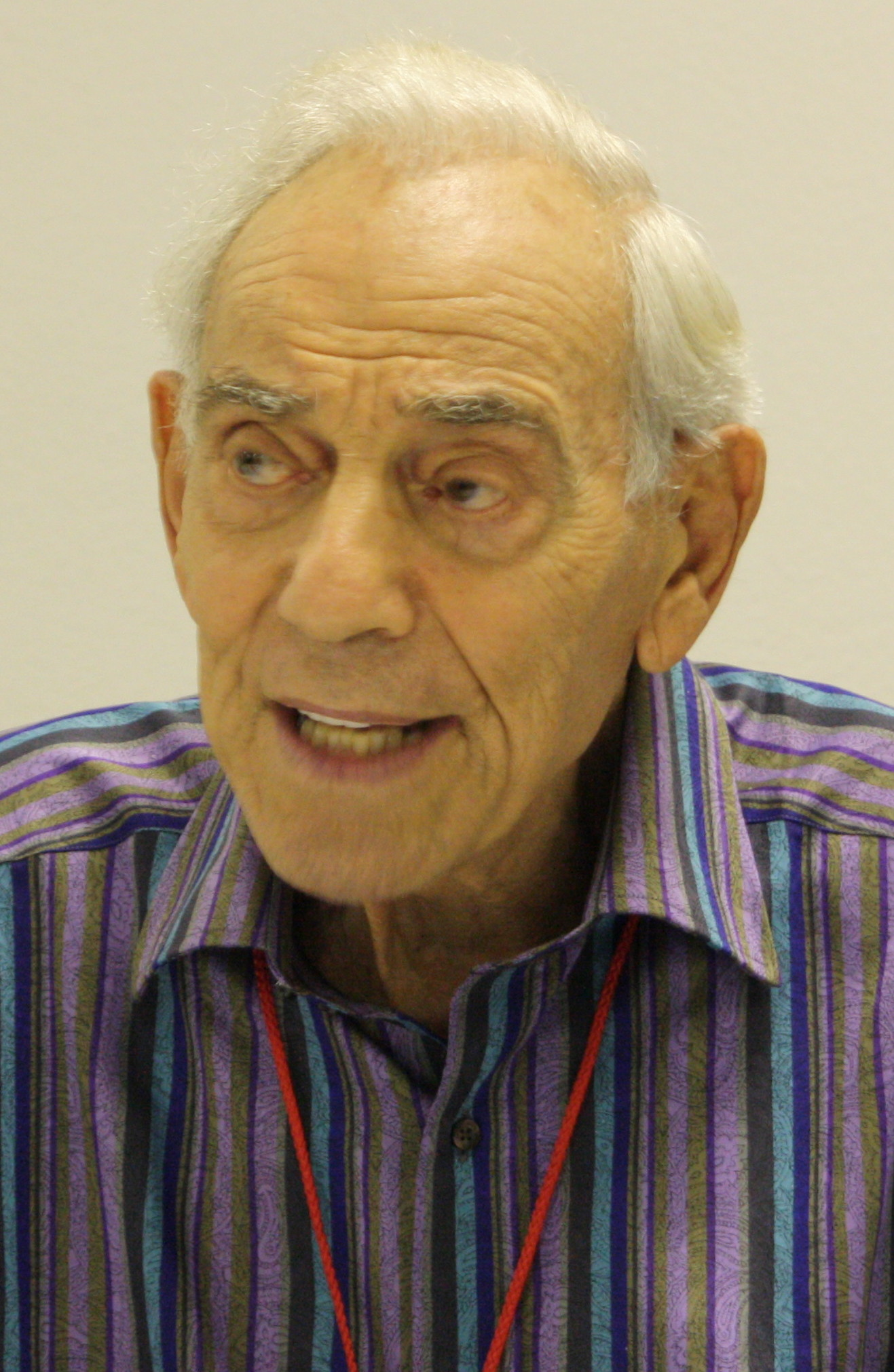
Il regista Herschell Gordon Lewis.

#### Fuad Ramses
Fuad Rames è un commerciante egiziano proprietario di una tranquilla bottega di città. Dietro la sua pacata disponibilità e gentilezza, si cela un temibile serial killer che uccide prevalentemente giovani ragazze, prendendo loro dei pezzi (cervello, lingua, gambe), per darli in dono alla Dea Ištar e riportarla in vita. Quando organizza un banchetto per la festa di Suzette, figlia della signora Dorothy Fremont, l'assassino cercherà di sacrificare la ragazza per darla in dono alla Divinità.
Fuad Ramses è presente nel film Blood Feast del 1963, interpretato da Mal Arnold e diretto da Herschell Gordon Lewis e nel remake del 2016 dal titolo omonimo, impersonato dall'attore Robert Rusler. L'opera del 1963 diretta da Lewis è considerata il capostipite del genere splatter.

### 1964

#### Carol Harbin
La piccola Carol Harbin assiste una notte all'assassino del padre Frank e dell'amante Stella Fulton, decapitati con un'accetta dalla madre Lucy che aveva colto i due amanti in flagrante. A vent'anni dall'accaduto, Lucy viene dimessa dall'istituto psichiatrico e torna a vivere con la figlia adesso scultrice, nella fattoria del fratello Bill Cutler e della cognata Emily. Colma di odio per lo choc che ha dovuto sopportare da piccola, Carol decide di assumere le sembianze della madre per commettere alcuni delitti e far ricadere la colpa a lei.
L'attrice Diane Baker interpreta il ruolo del serial killer Carol Harbin, presente nel film 5 corpi senza testa del 1964.

#### Lucy Harbin
Lucy Harbin, una donna di mezza età sposata dapprima con un uomo più grande di lei da un matrimonio combinato dai genitori, che alla sua morte lasciò alla donna una cospicua eredità, vive ed è sposata adesso con Frank Harbin, un uomo più giovane di lei. Rincasata alla fattoria con un giorno di anticipo, trova il marito a letto con una sua ex fiamma, Stella Fulton, che aveva abbordato in un bar lungo l'autostrada. La donna, affranta dal dolore e colma di rabbia, uccide i due amanti mozzando loro la testa con un'accetta, venendo successivamente rinchiusa in un manicomio. Dopo vent'anni trascorsi in clinica, Lucy tornerà a vivere nella fattoria del fratello Bill Cutler e della cognata Emily, dove vive anche la figlia Carol, per cercare di condurre una vita serena.
Lucy Harbin è interpretata da Joan Crawford ed appare nel film 5 corpi senza testa del 1964.

### 1965

#### Adam Sorg
Adam Sorg è un pittore inappagato dalle sue opere, prive di una tonalità di colore che lo soddisfino. Qualcosa si accende in lui quando la sua ragazza Gigi, accidentalmente macchia la tela con il suo sangue dopo essersi tagliata. Quest'ultimo vede nel sangue l'ispirazione che cercava, così inizia a procurarsi dei tagli per usare il suo sangue come colore per i suoi quadri, finendo però, per perdere i sensi. Decide così di uccidere per procurarsi la fonte principale per le sue opere.
L'attore Don Joseph interpreta il ruolo di Adam Sorg nel film Color Me Blood Red del 1965, diretto da Herschell Gordon Lewis.

### 1972

#### Robert "Bob" Rusk

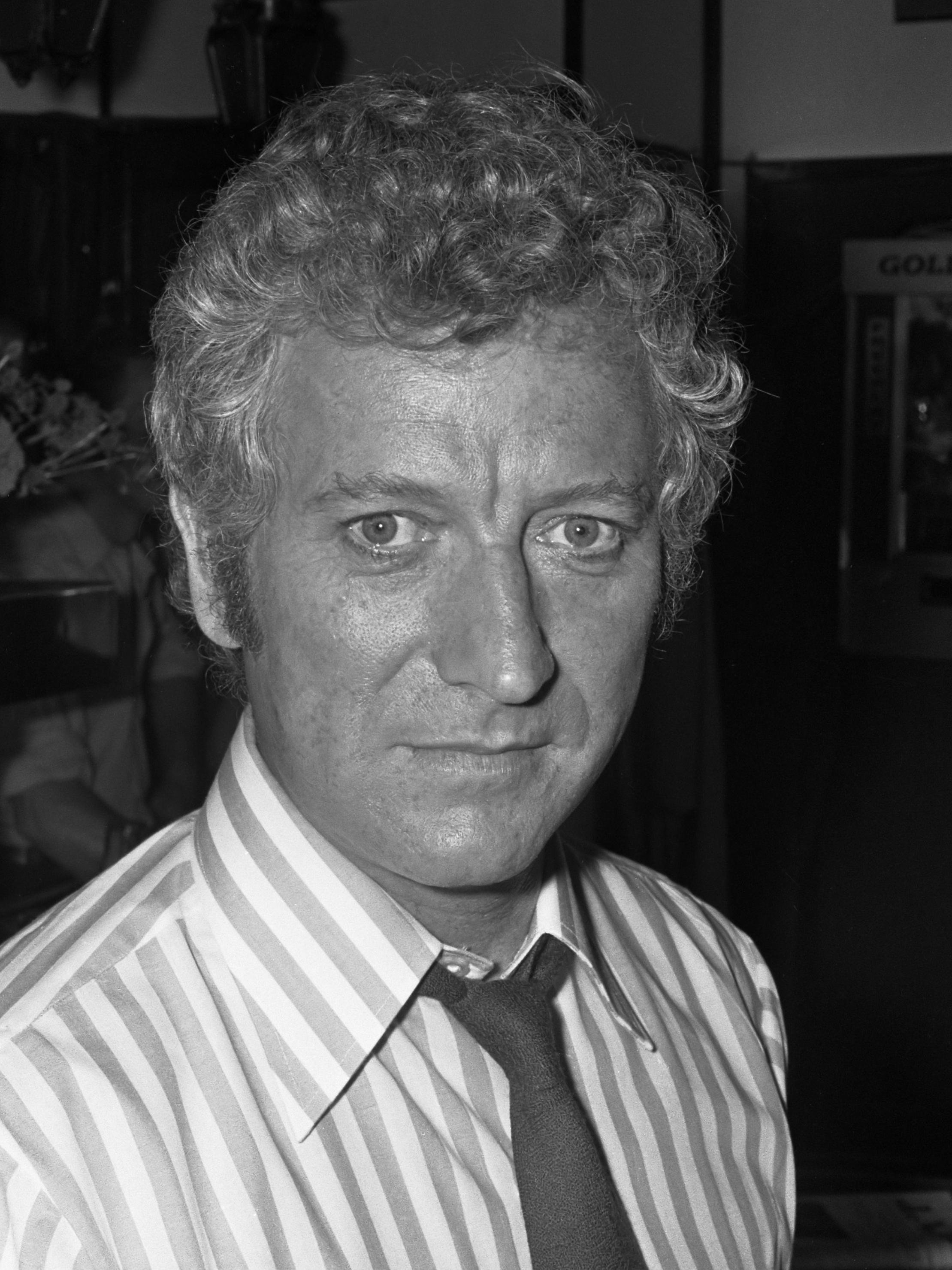
Nella foto l'attore Barry Foster nel ruolo dell'assassino Robert Rusk.

Un pericoloso serial killer maniaco sessuale con un disturbo di disfunzione erettile, terrorizza la cittadina londinese uccidendo le sue vittime prevalentemente di sesso femminile, strangolandole con la sua cravatta. Per una serie di sfortunati eventi, l'indiziato numero uno è Richard Blaney, un ex pilota della Royal Air Force semi alcolizzato che non riesce a mantenere un posto di lavoro fisso, per il suo carattere alquanto irascibile.
Il maniaco omicida è interpretato da Barry Foster nel film Frenzy, diretto da Alfred Hitchcock nel 1972. Il fu candidato a quattro Golden Globe nel 1973.

### 1974

#### Leatherface
Leatherface (o, talvolta, Faccia di cuoio o Faccia di pelle per le versioni italiane) è il serial killer della saga di film horror Non aprite quella porta, fu creato da Tobe Hooper e Kim Henkel per la prima volta rappresentato dall'attore Gunnar Hansen. Il suo vero nome è Jedidiah Sawyer e nel rifacimento Thomas Hewitt. L'assassino non appare mai senza la sua maschera di pelle in quanto è nato con una deformità facciale. Leatherface è inoltre diverso da ogni altro cattivo dei film dell'orrore, in quanto non commette i suoi crimini perché crudele o sadico; egli è ritardato mentalmente e spaventato, e per questo costretto dalla sua famiglia a commettere questi atti brutali. Il personaggio è ispirato al reale serial killer Ed Gein.

### 1978

#### Michael Myers

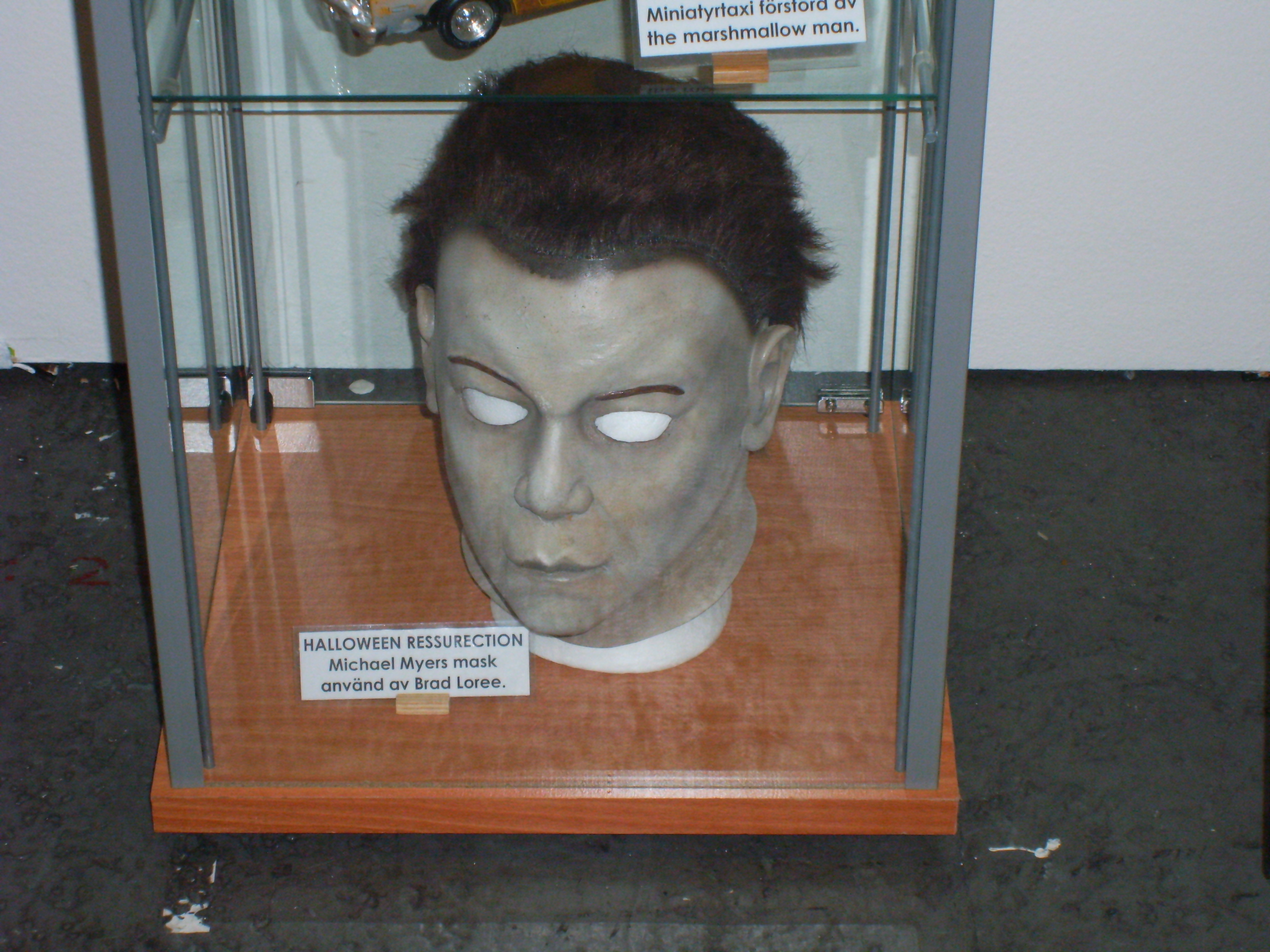
La maschera di Michael Myers

Michael Myers (conosciuto anche come Ombra della Strega, Ombra, Signore della Morte e Uomo Nero) è un personaggio fittizio e il principale antagonista della saga di Halloween; John Carpenter e Debra Hill concepirono il personaggio per il film, che originariamente doveva intitolarsi The Babysitter Murders. Questo serial killer non parla mai e la sua faccia da adulto si vede di rado nelle pellicole. Nella prima stesura del copione, egli indossava la maschera del capitano Kirk di Star Trek, che venne modificata allargando i buchi degli occhi, togliendo i capelli e dipingendo di bianco la pelle. Il personaggio indossa una divisa blu scuro da meccanico e stivali neri. Le maschere seguenti, differenti per ogni pellicola, si basano sulla maschera originale. Michael Myers è stato interpretato da vari attori di altezza notevolmente diversa, dai 1,78 cm di Nick Castle, suo primo interprete, ai 2,03 cm di Tyler Mane nei 2 episodi reboot di Rob Zombie. Questo modo di rappresentarlo sempre di più come un uomo molto possente sta a voler dimostrare la sua forza sovrumana insieme al suo comportamento da animale quando è in cerca di vittime: di conseguenza, egli perde tutte le caratteristiche dell'animo umano. Egli è una rappresentazione iconografica del Male, apparentemente imbattibile. Michael è stato inoltre definito come 'diverso' dagli altri killer in quanto è solo un ragazzo mascherato.
Carpenter lo chiamò così per gratitudine a un Michael Meyers realmente esistito, che era stato il distributore europeo della sua seconda pellicola, Distretto 13: le brigate della morte.

### 1980

#### Jason Voorhees

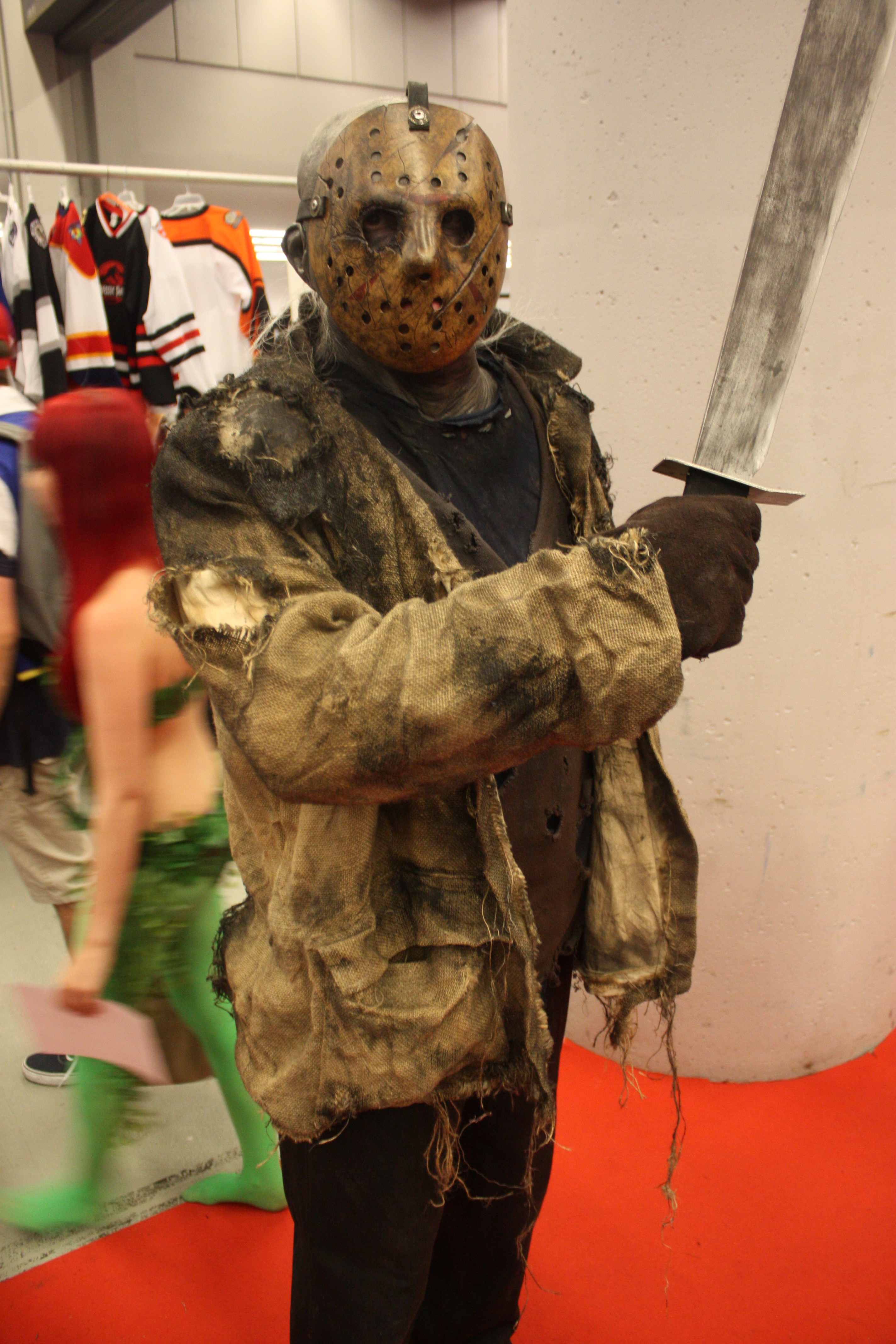
Una rappresentazione del serial killer Jason Voorhees.

Jason Voorhees nasce il 13 giugno 1946, da Elias e Pamela Voorhees, quest'ultima ancora quindicenne quando ebbe il piccolo. Abbandonati dal padre, Jason, affetto da un'importante forma di idrocefalia, cresce sotto la protezione della madre dagli scherni dei suoi coetanei. Si trasferiscono dunque a Crystal Lake, dove Pamela lavora come cuoca al Camp Crystal Lake. Nel maggio del 1957, un gruppo di teppisti aggredisce Jason gettandolo nel lago, ove quest'ultimo viene dato per morto mentre i responsabili del campeggio, Barry e Claudette, erano intenti in un rapporto sessuale.

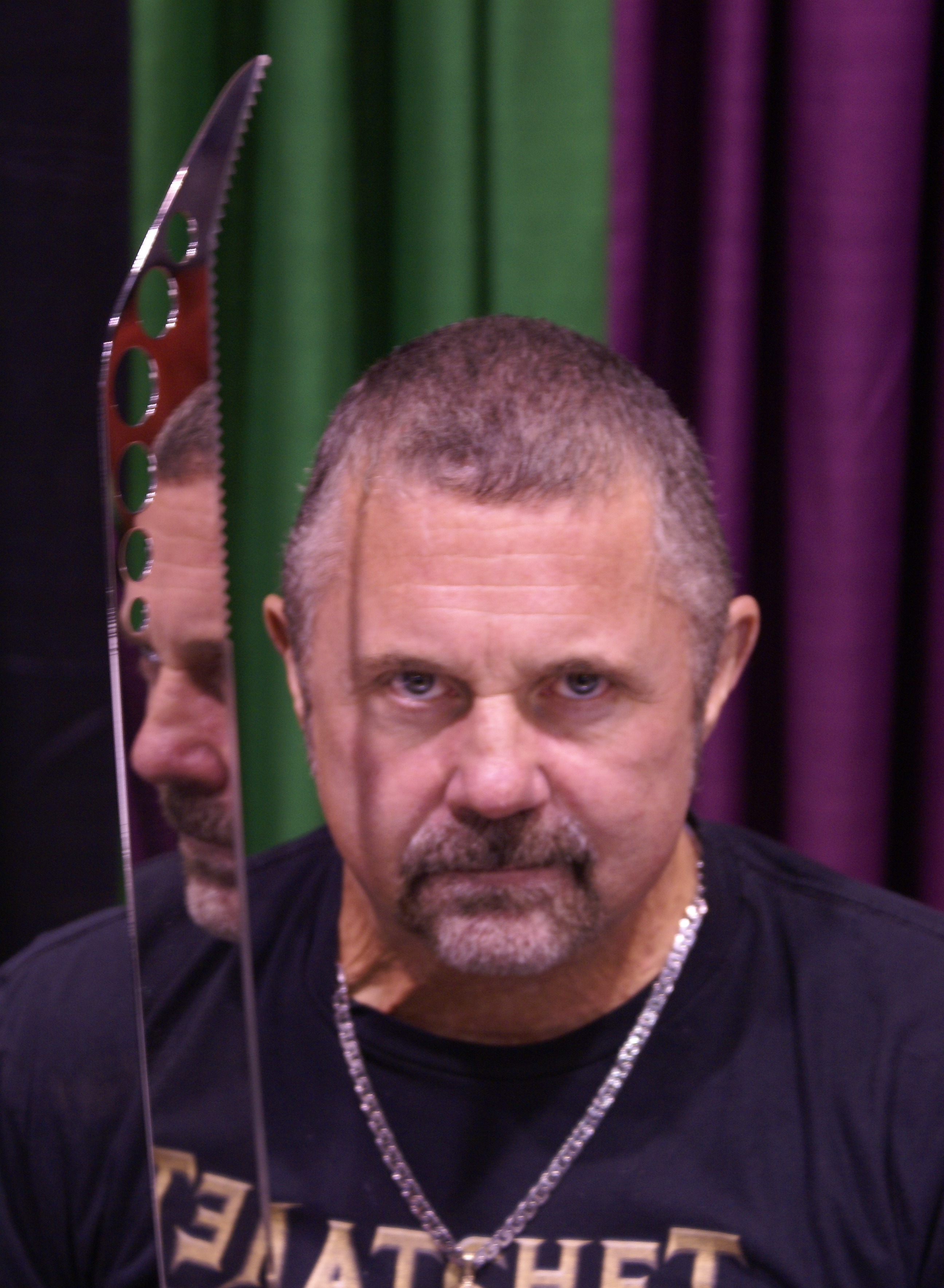
L'attore Kane Hodder si è calato nei panni di Jason Voorhees in quattro pellicole della serie.

L'accaduto scatena l'ira di Pamela che decide di uccidere Barry e Claudette, dandosi successivamente alla fuga per non essere incriminata. Colma di rabbia e addolorata per la perdita del figlio, negli anni avvenire (1962, 1963 e 1979) si susseguono una serie di delitti ed eventi misteriosi nel campeggio, tutti commessi per mano di Pamela che viene però decapitata da Alice Hardy, ultima sopravvissuta alla strage del 1979. Tuttavia, l'omicidio avviene sotto gli occhi vigili di Jason che, sopravvissuto all'aggressione dei bulli, si è nascosto per anni nei boschi vivendo come una bestia.
La perdita della madre scatena in Jason un istinto omicida che lo induce a mietere vittime all'interno del campeggio di Crystal Lake, continuando l'operato lasciato in eredità dalla madre.
Jason Voorhees rappresenta uno dei maggiori serial killer del cinema di genere, ideato dal regista Sean S. Cunningham e Victor Miller, il personaggio è rappresentato nella serie cinematografica Venerdì 13, che conta un totale di dieci capitoli della serie originale, un reboot ed un midquel/crossover con Freddy Krueger. Sono stati inoltre ideati alcuni capitoli non ufficiali quali Camping del terrore del 1987 prodotto in Italia, mentre nel 2017 è stato prodotto Never Hike Alone e il prequel Never Hike in the Snow uscito due anni dopo.
Il primo attore a ricoprire il ruolo di Jason Voorhees, fu Ari Lehman in età adolescenziale nel primo capitolo intitolato Venerdì 13, nel secondo film L'assassino ti siede accanto il killer mascherato (con un sacco di iuta in testa) è rappresentato da Steve Dash, mentre Warrington Gillette fa le veci del mostro a viso scoperto. Richard Brooker interpretò Jason Voorhees nel terzo capitolo Week-end di terrore e Ted White in Venerdì 13 - Capitolo finale, mentre C.J. Graham si calò nei panni dell'assassino in Venerdì 13 parte VI - Jason vive. L'attore Kane Hodder risulta essere il più rappresentativo della saga, avendo ricoperto il ruolo di Jason Voorhees nei capitoli conclusivi della serie originale quali Venerdì 13 parte VII - Il sangue scorre di nuovo, Venerdì 13 parte VIII - Incubo a Manhattan, Jason va all'inferno e Jason X. Nel reboot dal titolo omonimo Jason è interpretato da Derek Mears, mentre l'attore canadese Ken Kirzinger fa le veci dell'assassino mascherato nel midquel/crossover, intitolato Freddy vs. Jason.
Secondo il sito Screen Rant, Jason Voorhees figura al secondo posto nella top 15 dei migliori cattivi slasher, mentre si piazza nuovamente alla seconda posizione nella top dei 25 migliori cattivi dei film horror, secondo IGN.

#### Pamela Voorhees
Pamela si unì a Elias Voorhees con cui ebbe due figli alla prematura età di quindici anni, Jason e Diana, quest'ultima data in adozione. Abbandonata dal marito la donna crebbe Jason proteggendolo dagli scherni dei suoi coetanei, perché affetto da un'importante forma di idrocefalia che lo rendeva visibilmente deforme. I due si trasferiscono così a Crystal Lake, dove Pamela inizia a lavorare come cuoca al campeggio frequentato da Jason.
Durante il maggio 1957, Jason viene aggredito e gettato nel lago da un gruppo di teppisti, mentre i responsabili del campeggio, gli animatori Barry e Claudette, erano intenti in effusioni d'amore. La presunta morte del figlio scatena in Pamela un istinto omicida, che sazia solamente dopo la morte dei due responsabili (a distanza di un anno). La donna tenta più volte di far chiudere definitivamente il campeggio, provocando alcuni incidenti e riuscendo nel suo intento.
Tuttavia nel 1979, Steve Christy figlio dei fondatori del campus, con l'aiuto di alcuni suoi amici riesce a riaprire il campeggio al pubblico, provocando l'ira di Pamela che scaglia la sua rabbia uccidendo tutti i ragazzi. L'unica supersiste del gruppo è Alice Hardy, che dopo un combattimento corpo a corpo riesce a decapitare la signora Voorhees con un machete.
L'omicida è stata interpretata da Betsy Palmer in Venerdì 13, in una breve sequenza da Marilyn Poucher nel terzo capitolo della saga Week-end di terrore, mentre nel reboot dal titolo omonimo l'assassina è stata impersonata da Nana Visitor. La signora Voorhees appare anche nel midquel/crossover Freddy vs. Jason, interpretata dall'attrice Paula Shaw.

#### Frank Zito
Frank Zito è un serial killer che uccide prevalentemente donne, per cui nutre un profondo disprezzo, facendo loro lo scalpo che utilizza poi nei suoi manichini nascosti nella sua abitazione. La sua ossessione verso il sesso femminile nasce da una profonda ferita psicologica, inflittagli dalla madre Carmen, che lo maltrattava.
Il personaggio è presente nel film Maniac diretto da William Lustig e interpretato da Joe Spinell nel 1980 e nel remake del 2012, impersonato dall'attore Elijah Wood.

### 1983

#### Psicopatico

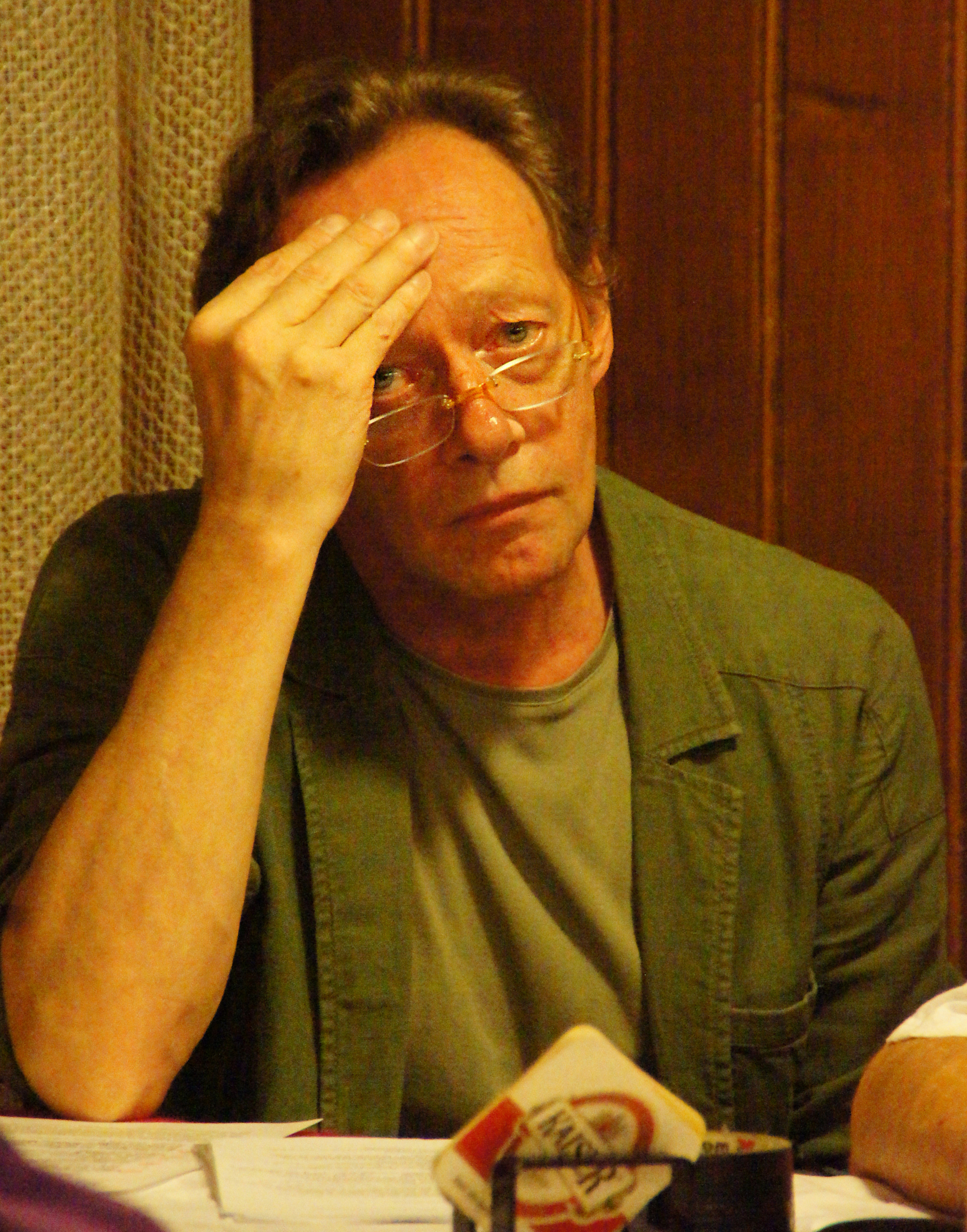
Nella foto l'attore Erwin Leder.

Un ragazzo con disturbi mentali viene rilasciato dopo aver trascorso 10 anni di prigione, per aver ucciso una settantenne senza un apparente motivo, giustificando il suo crimine come un "improvviso" istinto omicida. In passato aveva scontato 4 anni di carcere, per aver tentato di uccidere la madre accoltellandola al petto, che però sopravvisse all'aggressione. Una volta uscito di prigione, il giovane tenta di soddisfare il suo impulso omicida ancora vivo in lui, scagliando la sua ira su una tranquilla famiglia formata dalla madre anziana, la giovane figlia è il fratello affetto da un ritardo mentale.
Il serial killer è presente nel film Angst del 1983, diretto da Gerald Kargl e interpretato da Erwin Leder.

### 1984

#### Freddy Krueger
Freddy Krueger è il "mostro dei sogni" protagonista della saga di film horror Nightmare, che tormenta gli incubi dei figli dei responsabili della sua morte. Quand'era ancora vivo, la popolazione era terrorizzata dalla sua presenza, che lo aveva battezzato con il nome di Squartatore di Springwood (l'uomo era un pedofilo assassino), in quanto aveva adescato e ucciso dozzine di bambini. Il mostro è interpretato dall'attore Robert Englund, che viene solitamente associato al personaggio (come si può vedere in Nightmare - Nuovo incubo). Terribilmente crudele Freddy è in grado di trasformare il mondo onirico a suo piacimento, in modo tale da avere sempre la meglio sulle sue vittime.

### 1986

#### Hannibal Lecter
Il dottor Hannibal Lecter è un personaggio di fantasia, soggetto letterario e cinematografico, nato dalla mente di Thomas Harris e protagonista assoluto dei suoi libri. È un serial killer con l'ossessione del cannibalismo, da cui gli deriva il soprannome Hannibal the cannibal.
Ha un aspetto caratteristico, contrassegnato da un'ampia gabbia toracica e dai capelli lisciati all'indietro; gli occhi, marroni e profondi, sono molto attivi e guizzano nelle orbite come anguille. Ha una mente attiva e veloce, è molto abile a leggere nel pensiero altrui e nella mente stessa degli assassini. Sente profumi e odori particolari anche da lontano.
Il suo comportamento è gentile ed educato, da autentico gentiluomo. Tra le passioni di Hannibal, la cucina (di cui ha scritto anche libri interi e pubblicato ricette su riviste specializzate), il disegno e la musica classica, ma non disdegna la lettura dei classici, di cui la sua cella è piena.
Curiosamente, sebbene nei romanzi il personaggio venga descritto come affetto da polidattilia (presenta due dita medie sulla mano sinistra), questo dettaglio non è né presente né accennato nei film, e neanche nel romanzo sulla gioventù di Lecter, Hannibal Lecter - Le origini del male.

### 1987

#### Pinhead
Pinhead (da alcuni tradotto in italiano come Puntaspilli) è il nome che viene assegnato al Cenobita della serie Hellraiser a partire dal primo capitolo. Il personaggio, che appare in tutti e dieci i film (quindi per un arco di 31 anni) è stato interpretato dall'attore Doug Bradley nei primi otto film, da Stephan Smith Collins nel nono film e da Paul T. Taylor nel decimo film.

### 1988

#### Chucky

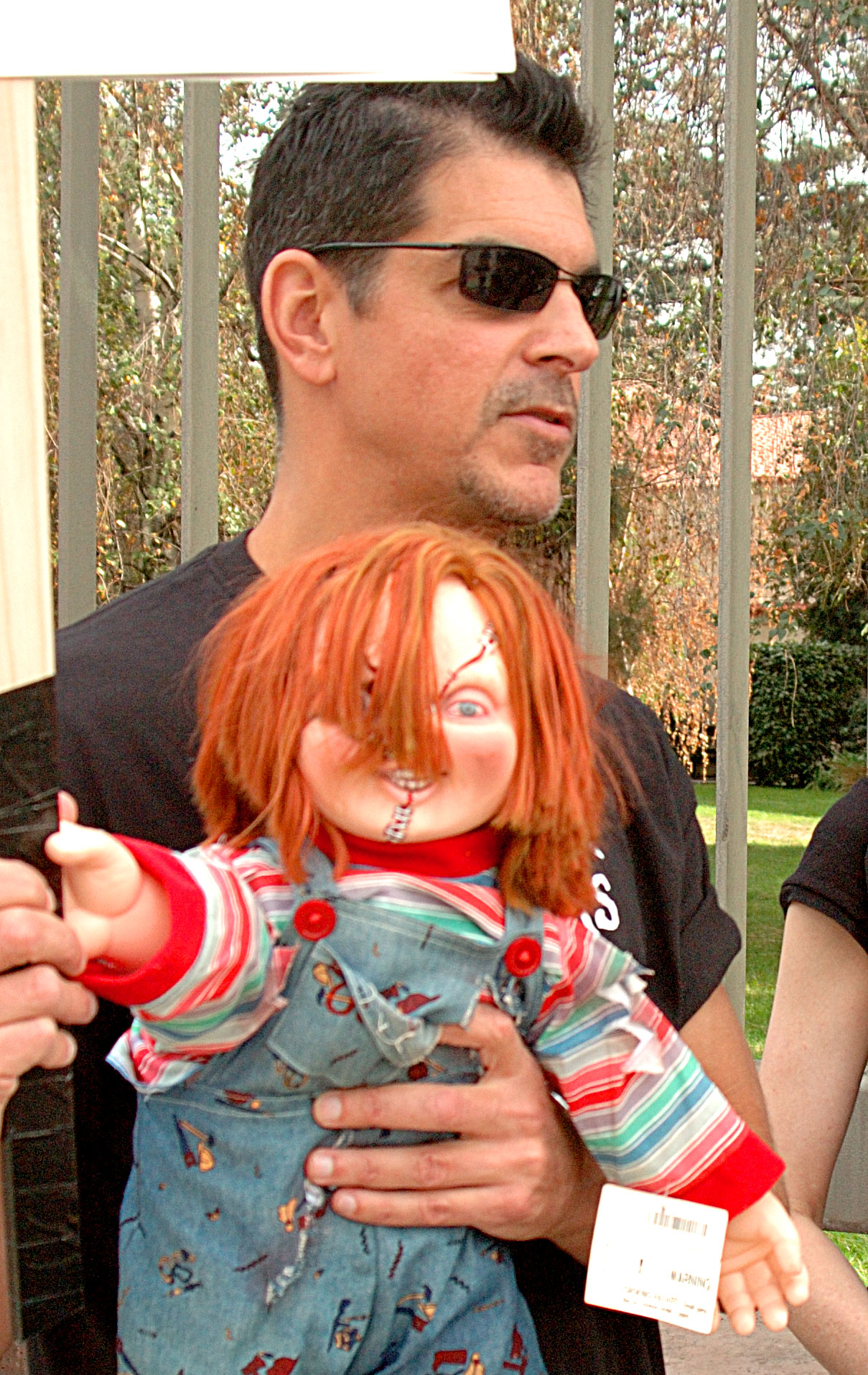
Nella foto Don Mancini, creatore di Chucky.

Charles Lee Ray è un efferato serial killer noto come "Lo strangolatore del lago". Durante un conflitto a fuoco con la polizia capitanata dal detective Mike Norris, l'assassino, abbandonato dal suo complice Eddie Caputo sfuggito all'arrivo delle forze dell'ordine, viene dapprima ferito e poi ucciso all'interno di un negozio di giocattoli. Prima di morire però, il serial killer riesce a trasferire la sua anima all'interno di un bambolotto della linea "Tipo Bello", tramite un rito vudù.
Il giorno seguente, il bambolotto posseduto da Lee Ray viene acquistato da Karen Barclay, per accontentare il figlio Andy che tanto ne desiderava uno della linea "Tipo Bello", ignari dell'anima malvagia che possiede il bambolotto Chucky. Lo stesso approfittando della situazione, inizia a mietere vittime facendo ricadere la colpa al piccolo Andy.

Chucky intento a trasferire la sua anima nel corpo di Andy, durante le battute finali del primo capitolo.

Nei capitoli successivi sono presenti anche la moglie di Chucky, Tiffany Valentine, che appare per la prima volta nel quarto capitolo della saga La sposa di Chucky del 1998, interpretata dall'attrice Jennifer Tilly e il figlio Glen, presente solo nel film Il figlio di Chucky.
Tiffany anch'egli assassina è un tempo compagna di quest'ultimo, ripara il bambolotto e tramite un rito vudù risveglia l'anima di Charles Lee Ray per poterlo sposare. Contrario al matrimonio quest'ultimo si burla di lei, che per vendetta lo imprigiona umiliandolo. Colmo di ira uccide la moglie trasferendo la sua anima in una bambola. Il figlio di Chucky e Tiffany appare nel film Il figlio di Chucky, del 2004. Quest'ultimo possiede due identità, quella buona (Glen) che lo rende dolce, gentile e assolutamente contrario alla violenza e quella malvagia (Glenda), che lo rende un maniaco omicida.
Charles Lee Ray è stato interpretato dall'attore Brad Dourif, presente nel film La bambola assassina del 1988 diretto da Tom Holland. Il personaggio di Chucky è stato creato dal regista e attore Don Mancini e fu un enorme successo commerciale, tanto da crearne una saga cinematografica che conta sette capitoli, un reboot è una serie televisiva, confermandosi uno dei serial killer capostipite del genere slasher. La sofisticata creazione di Chucky venne curata dall'effettista speciale Kevin Yagher.
La saga originale è formata da sette capitoli che sono La bambola assassina (1988), La bambola assassina 2 (1990), La bambola assassina 3 (1991), La sposa di Chucky (1998), Il figlio di Chucky (2004), La maledizione di Chucky (2013) e Il culto di Chucky (2017), mentre nel 2019 è uscito il reboot La bambola assassina ed una serie televisiva del 2021, Chucky.
Chucky si trova alla tredicesima posizione tra i 25 migliori cattivi dei film horror, secondo IGN.

#### Jame "Buffalo Bill" Gumb
"Buffalo Bill" è un serial killer che rapisce giovani donne in sovrappeso al fine di scuoiarle e creare un macabro vestito da donna: è infatti transgender, ma gli è stata negata l'operazione per il cambio di sesso. Il soprannome deriva dal commento scherzoso sul suo operato da parte di un poliziotto nel Kansas: "A questo piace scuoiare tope". Appare nel film Il silenzio degli innocenti (1991), tratto dall'omonimo romanzo di Thomas Harris. Il personaggio di Gumb si basa principalmente su tre serial killer realmente esistiti: Ed Gein, Ted Bundy, Gary M. Heidnik.

### 1990

#### Pennywise
Pennywise conosciuto anche come It è il mostro protagonista del romanzo It di Stephen King, e dell'omonimo film che ne fu tratto nel 1990, dove a interpretare il personaggio fu Tim Curry, con la voce italiana di Carlo Reali.
Si tratta di un clown malvagio di nome Bob Gray, principale incarnazione di un'entità aliena (chiamata "IT" dai protagonisti del romanzo), che rapisce e uccide i bambini nella città immaginaria di Derry, nel Maine. L'entità, la cui forma reale ricorda un Aranea, giunse lì in tempi antichissimi, quando Derry era solo una selva.
Stravolta dall'odio verso la vita che tutto divora, condannò la cittadina a un sinistro e perverso legame simbiotico: in cambio di pace e stabilità, ogni 25 -27 anni la creatura si destava per divorare bambini. Il suo "risveglio" era preannunciato da un evento catastrofico come l'incendio al Punto nero o l'esplosione delle Ferriere Kitchener in cui compariva sempre sotto le sembianze di Pennywise. Oltre a quella del Clown, It poteva assumere altre forme, trasformandosi nelle paure delle sue giovani vittime (come licantropi, mummie, uccelli di grandi dimensioni). Pennywise incontrò anche sette ragazzini, detti "I Perdenti", tra cui Bill Denbrough, il cui fratello era stato ucciso dal Clown, che riuscirono dapprima a ferirlo e poi a ucciderlo, 30 anni più tardi, strappandogli il cuore.

#### Annie Wilkes

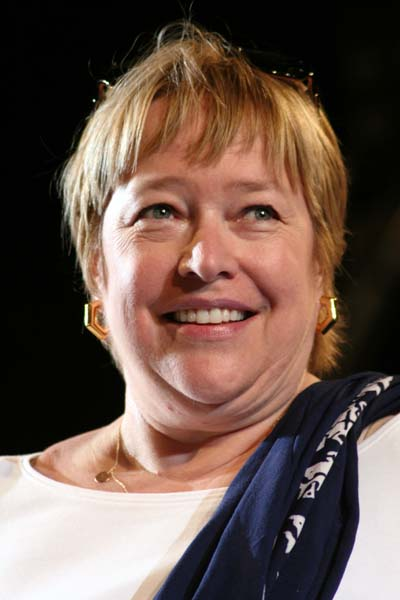
L'attrice Kathy Bates interpreta l'assassina Annie Wilkes.

Annie Wilkes è un ex infermiera serial killer, affetta da una forma grave di erotomania. Nel corso dei suoi anni in servizio, si è macchiata di molti crimini quali l'uccisione del padre, l'omicidio di una collega di lavoro più altri delitti principalmente di persone anziane e neonati, per cui non è mai stata incriminata (i delitti difatti, vennero mascherati come "incidenti"). Ossessionata dallo scrittore Paul Sheldon, dopo averlo salvato in seguito ad un incidente stradale, Annie decide di prendersi cura di lui accudendolo nella sua baita in montagna. Tuttavia, quando quest'ultima scopre che il suo personaggio preferito Misery, morirà nell'ultimo romanzo di Sheldon, l'assassina va su tutte le furie e tenta di far cambiare il finale del romanzo, sequestrando e torturando lo scrittore per lasciare vivere la sua beniamina.
Il film è tratto dal romanzo Misery scritto da Stephen King nel 1987, ed è interpretato da Kathy Bates nel film Misery non deve morire, diretto da Rob Reiner nel 1990. Grazie all'interpretazione di Annie Wilkes, l'attrice vinse l'Oscar alla miglior attrice e un Golden Globe come miglior attrice in un film drammatico nel 1991.
Annie Wilkes occupa il 17º posto nella classifica dei 50 migliori "cattivi" del cinema statunitense, secondo l'American Film Institute.

### 1992

#### Candyman
Daniel Robitaille è una terrificante anima tormentata, un tempo uno schiavo che venne brutalmente torturato ed ucciso. La leggenda racconta che se una persona guarda in uno specchio e ripete il nome "Candyman" per tre volte, lo evocherà, ma a costo della propria vita: il suo arrivo viene preceduto da uno sciame di api. Uccide le sue vittime servendosi dell'uncino fissato al moncherino destro. In tutti e tre gli episodi cinematografici è stato interpretato dall'attore Tony Todd.

### 1994

#### Beverly R. Sutphin

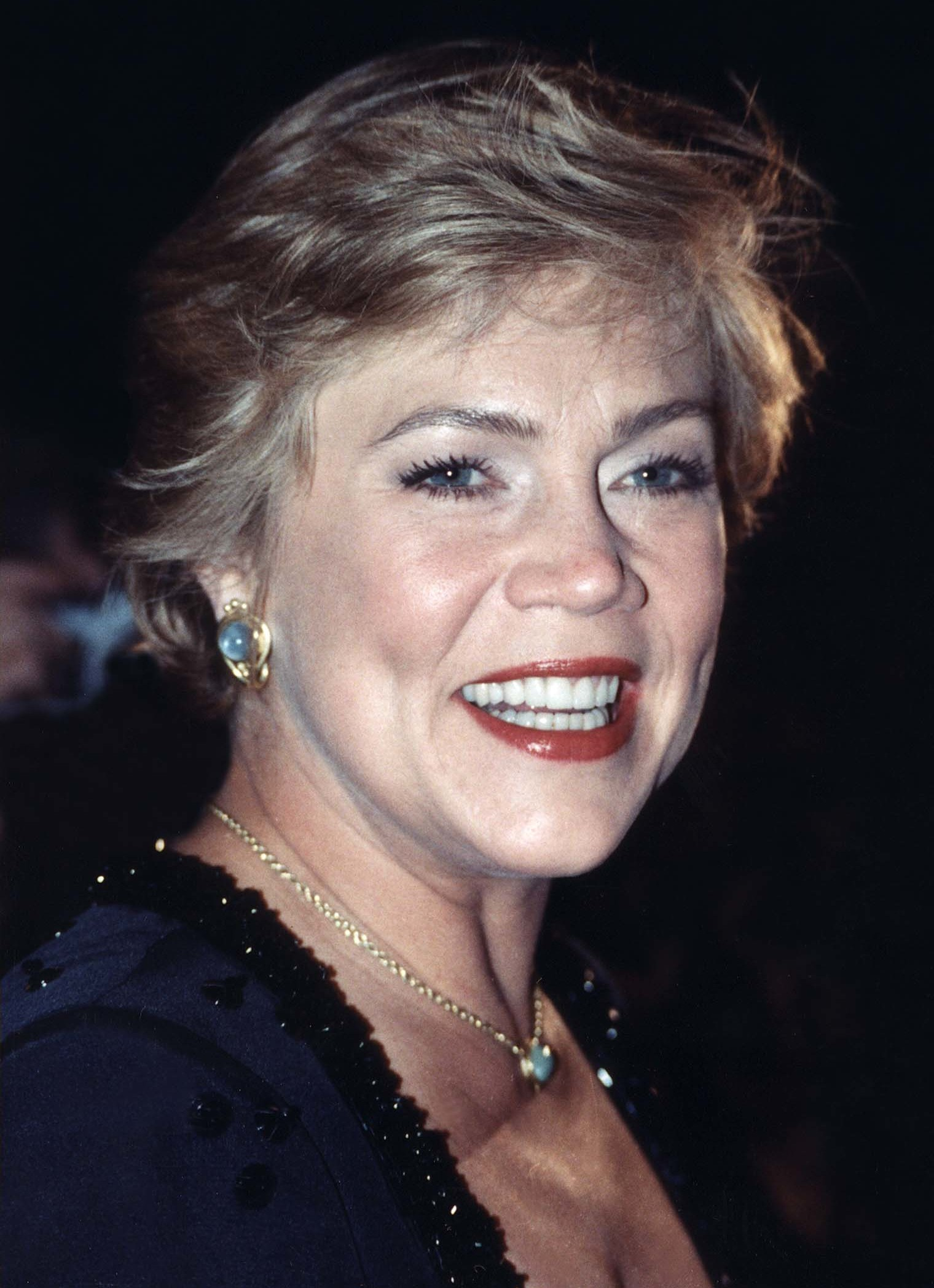
Nella foto l'attrice Kathleen Turner.

Beverly R. Sutphin è la classica donna che rispecchia il modello della famiglia americana perfetta, moglie del dentista Eugene e madre di Misty e Chip, Beverly vive la sua vita da casalinga tuttofare, dimostrando di essere una donna gentile, disponibile e amichevole con tutti. Sotto la sua apparente maschera di "signora per bene" si cela in realtà un efferato serial killer maniacale affetta da bipolarismo, pronta a commettere delitti anche per il più banale dei motivi.
Beverly R. Sutphin è protagonista del film La signora ammazzatutti del 1994, interpretata dall'attrice Kathleen Turner.

### 1996

#### Ghostface
Ghostface è il serial killer della saga di Scream, ed è stato ispirato dalle gesta del reale killer Danny Rolling. In ogni film il killer è una persona diversa: nel primo sono il fidanzato e un amico della protagonista, nel secondo sono la madre del killer del primo film e un amico della protagonista, nel terzo è il fratello della protagonista e nel quarto è la cugina di Sidney e un suo amico, nel quinto altri due ragazzi di Woodsboro: Amber Freeman e Richie Kirsh, fidanzato della co-protagonista. In Scream VI del 2023 i killer sono i familiari di Richie Kirsh. È l'unico film del franchise con tre assassini più un quarto subito eliminato nelle scene iniziali. 
Ghostface compare anche nella terza serie TV Scream, inedita in Italia. Nella serie i due assassini sono Beth e Jamal.

### 1997

#### Benjamin Willis
Benjamin è un uomo che è stato investito da quattro ragazzi che credendolo morto lo hanno buttato in mare.
Un anno dopo uccide i ragazzi per vendetta.
È stato creato da Kevin Williamson e Lois Duncan tratto dal libro So cosa hai fatto e dai film So cosa hai fatto, Incubo finale e Leggenda mortale.
È interpretato nei primi due film da Muse Watson e nel terzo ed ultimo film da uno stuntman, Don Shanks, che aveva già interpretato nel 1989 l'assassino Michael Myers in Halloween 5.
Il personaggio è sempre vestito da pescatore e per uccidere usa un uncino.

### 2000

#### Patrick Bateman

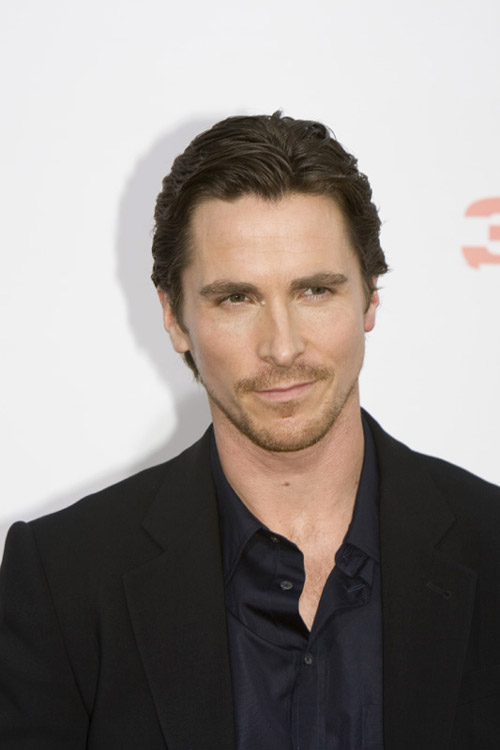
L'attore Christian Bale interpreta il serial killer Patrick Bateman nel film American Psycho del 2000

Nato dalla penna dello scrittore Bret Easton Ellis, il serial killer Patrick Bateman è un ventisettenne psicopatico che vive a New York e lavora nel distretto di Wall Street. Yuppie di successo, vive in una bella casa, ha una bella fidanzata e divide le sue giornate tra lavoro, palestra, uscite con gli amici in locali di lusso a base di discussioni frivole ed inconsistenti, droga e visite dall'estetista. Bateman nasconde dietro questa facciata da ragazzo della porta accanto la sua vera natura di assassino spietato e sanguinario che si aggira armato per i vicoli della città torturando e uccidendo senzatetto, prostitute, passanti, animali e, occasionalmente, anche colleghi.
Patrick Bateman è protagonista del film American Psycho del 2000, interpretato dall'attore Christian Bale.

### 2002

#### Samara Morgan
Samara Morgan è una tenebrosa bambina dalla pelle diafana e i lunghi capelli scuri che manifesta insoliti poteri paranormali. Samara, infatti, sembra in grado di trasmettere, con la propria mente, immagini allucinanti a persone e a imprimerle sulle pellicole. Una leggenda metropolitana afferma che chi guarda anche solo una di queste pellicole riceverà una minacciosa telefonata in cui viene annunciata la morte entro 7 giorni. Dopo 7 giorni Samara uccide la persona designata con un potente potere psichico a meno che la stessa persona non ne faccia una copia e la mostri a un'altra persona. Samara compare in The Ring, nel cortometraggio Rings, in The Ring 2 e in The Ring 3.

#### Rachael Newman

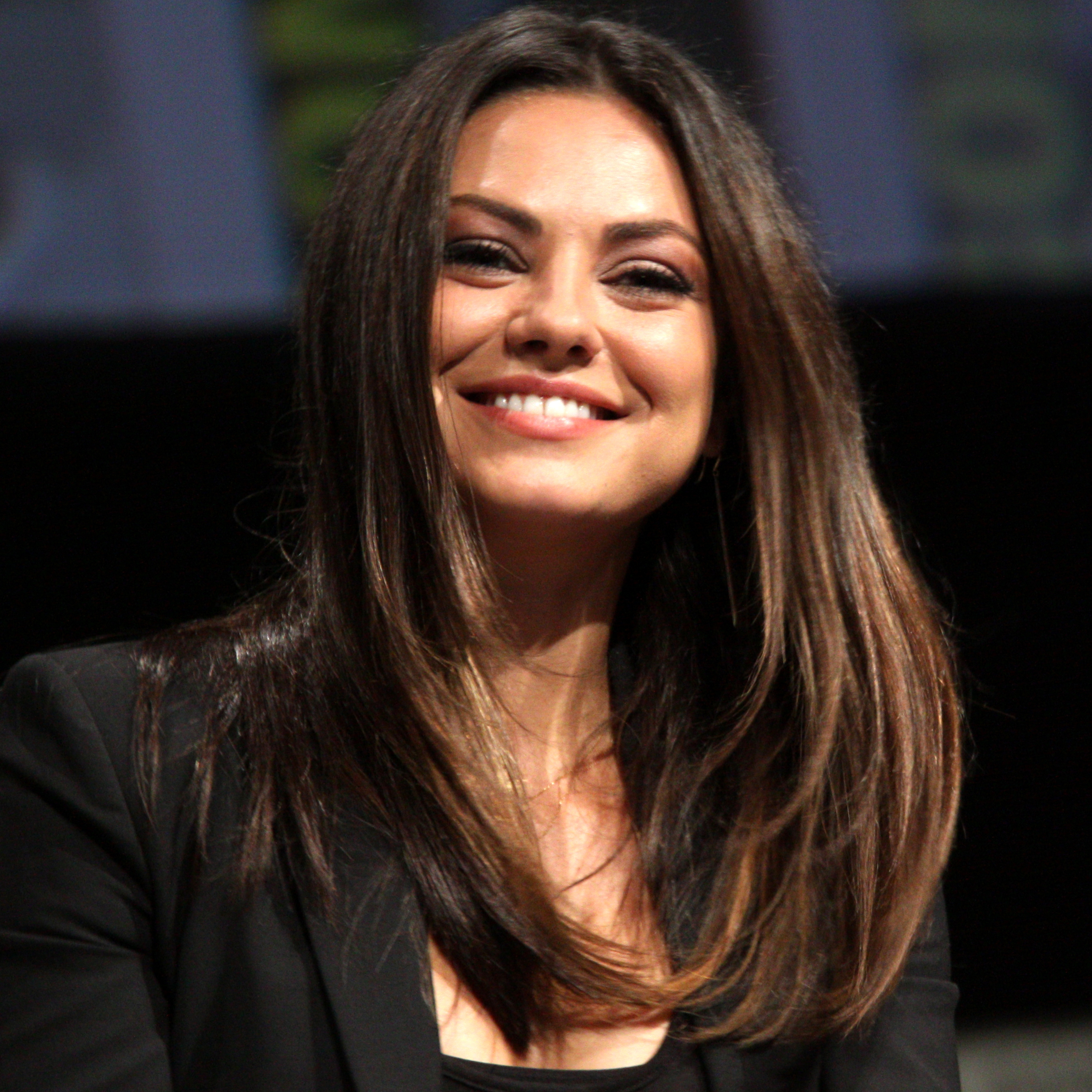
L'attrice ucraina Mila Kunis è Rachael Newman in American Psycho 2.

Rachael Newman venne seviziata da Patrick Bateman quando ancora aveva dodici anni, dopo aver assistito alla morte della sua baby-sitter smembrata dall'assassino, la ragazza riesce ad uccidere Bateman con un coltello. Lasciatosi alle spalle l'orribile vicenda e ormai maggiorenne, Rachael è divenuta una studentessa modello indirizzata alla criminologia, che aspira al posto di assistente del professor Starkman, innamorato della sua migliore amica Cassandra.
Tutto questo scatena in Rachael un dissapore verso l'amica, convinta che questa le possa soffiare il posto di assistente. La mente della ragazza viene soggiogata dalla terribile esperienza avuta con Bateman, che provoca in lei un istinto omicida alienato dalla volontà di ottenere a tutti i costi, il posto di assistente, uccidendo chiunque intralci il suo cammino.
La folle omicida Rachael Newman è impersonata da Mila Kunis in American Psycho 2, diretto da Morgan J. Freeman nel 2002.

#### Fuad Ramses III
Fuad Ramses III è il nipote dell'assassino Fuad Ramses, che negli anni sessanta aveva ucciso e smembrato delle giovani fanciulle per darle in sacrificio alla Dea Ištar. Dopo aver riaperto l'attività del nonno, la statua della Dea (che si trovava anche all'interno della bottega) si impossessa del nuovo proprietario, trasformandolo in un serial killer come il nonno. Dopo essere stato ingaggiato dalla signora Lampley, per occuparsi del catering per il matrimonio della figlia Tiffani, l'assassino inizia a mietere vittime tra le damigelle d'onore per preparare un banchetto nuziale a base di carne umana.
Il serial killer è interpretato da J.P. Delahoussaye ed è presente nel film Blood Feast 2 del 2002, sequel di Blood Feast del 1963, entrambi diretti da Herschell Gordon Lewis.

### 2006

#### Jigsaw
Jigsaw (il cui vero nome è John Kramer) è un malato terminale di cancro, protagonista dei film della serie Saw. Jigsaw ha una strana caratteristica per essere un riabilitatore: egli riabilita le persone e le sottopone a dei giochi che essi dovranno superare per avere salva la vita (nel terzo episodio non è lui, ma la sua discepola, a strutturare i giochi, ma non comprendendo il principio di Jigsaw crea giochi dove le vittime non hanno possibilità di salvarsi). Per questa sua tendenza al gioco, in Italia, almeno nei primi due film, è stato chiamato anche L'enigmista. È interpretato dall'attore Tobin Bell.

### 2009

#### Dr. Josef Heiter

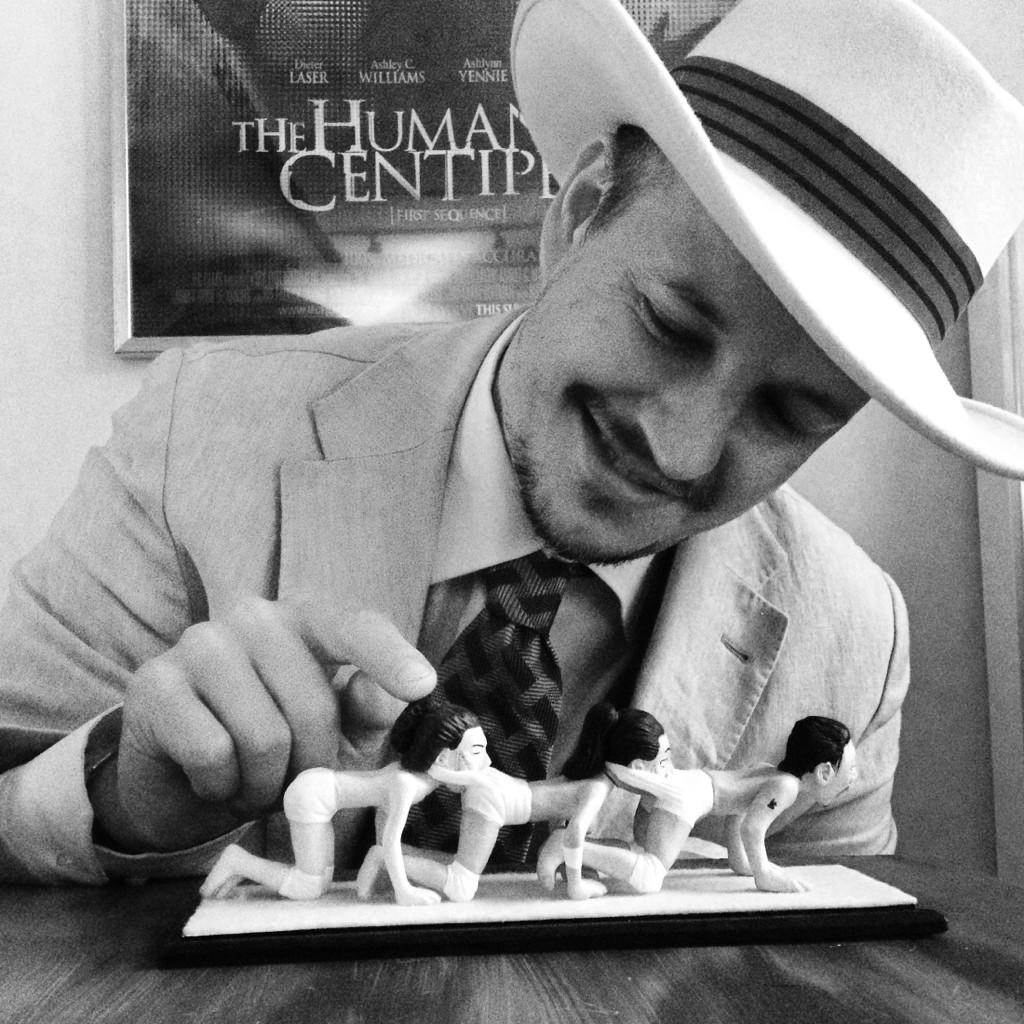
Nella foto il regista Tom Six, ideatore della trilogia The Human Centipede.

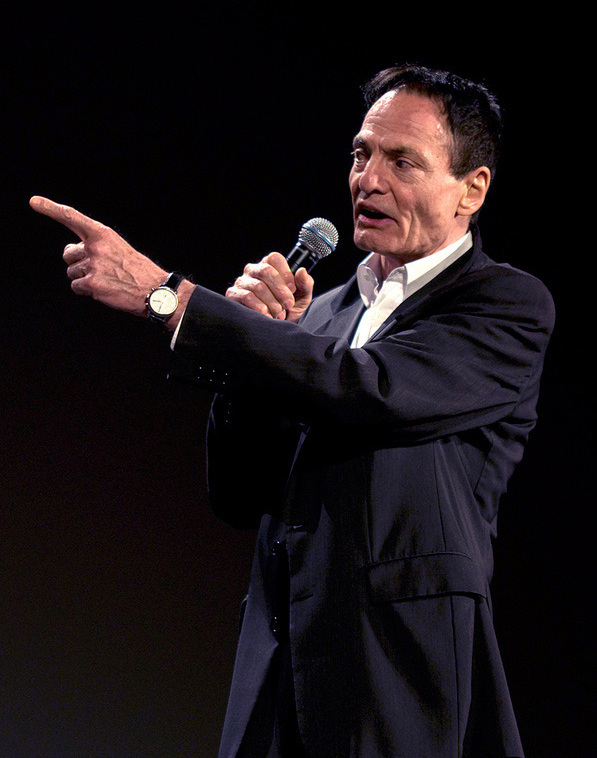
Dieter Laser interpreta il Dr. Heiter

Il Dr. Heiter è un folle dottore ex- medico chirurgo che, dopo aver passato anni a separare gemelli siamesi, decide di creare un "centopiedi umano" cucendo tra di loro collegando la bocca con l'ano tre persone che ha rapito: un turista giapponese di nome Katsuro e due turiste americane di nome Jenny e Lindsay, in vacanza in Germania.

### 2011

#### Martin Lomax

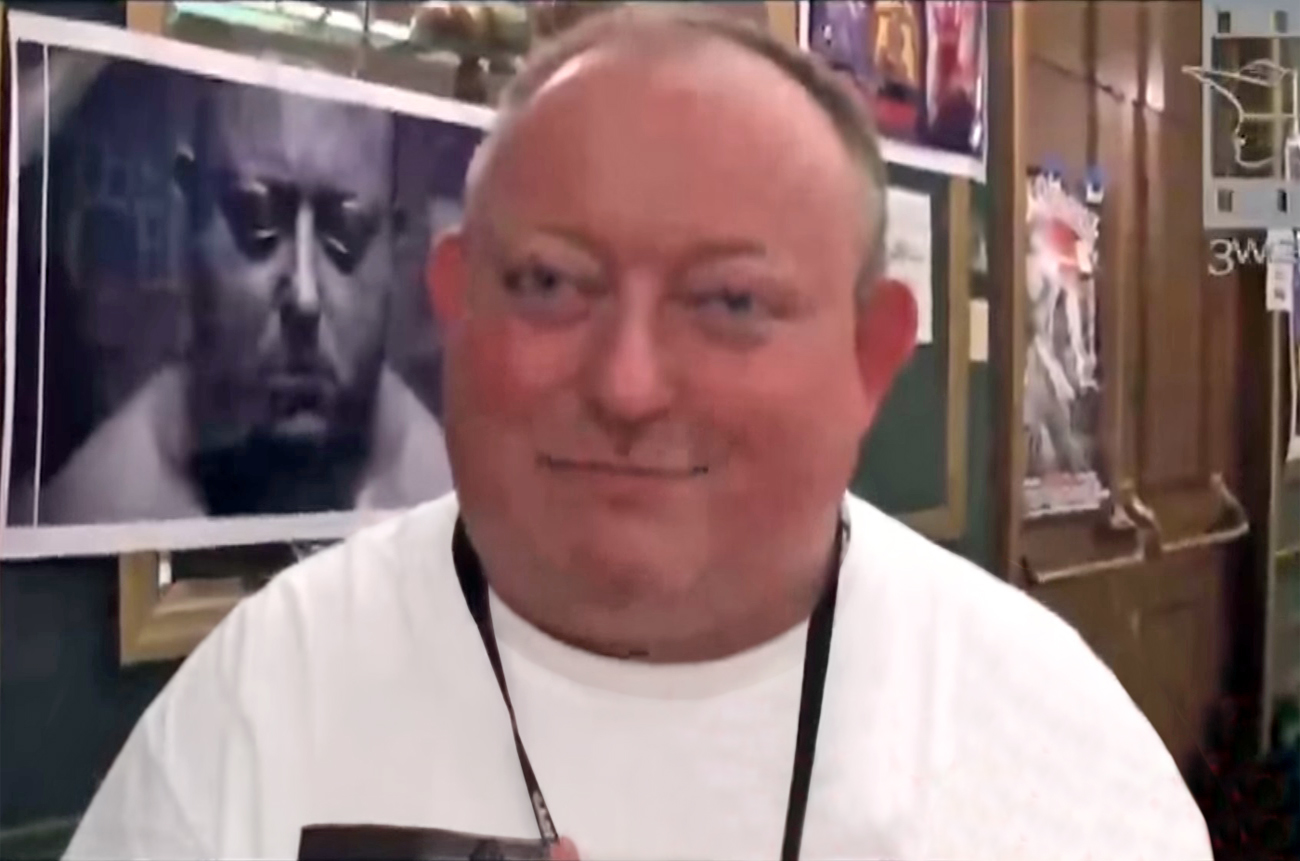
Lawrence R. Harvey interpreta Martin Lomax

Martin Lomax è un sudicio sorvegliante di un parcheggio sotterraneo a Londra, affetto da un ritardo mentale. Soggiogato dalla madre che lo maltratta verbalmente tutto il giorno e traumatizzato a causa dei passati abusi del padre (ormai in carcere), è ossessionato dalle gesta eseguite dal Dr. Heiter nel film The Human Centipede (First Sequence), dove crea un centopiedi umano cucendo le sue vittime attraverso la bocca e l'ano. Martin vuole quindi imitare l'operazione del Dr. Heiter, creando un centopiedi più grande, inizia così a prelevare le sue vittime nel parcheggio dove lavora creando la sua "opera" in un magazzino isolato dalla città.
Il serial killer interpretato dall'attore Laurence R. Harvey è presente nel film The Human Centipede 2 (Full Sequence) del 2011, diretto da Tom Six.

### 2012

#### Domenico De Chirico/Acconciatore
L'Acconciatore è un serial killer che violenta e uccide le sue vittime secondo uno standard prestabilito; giovani donne di bell'aspetto con i capelli scuri. Dopo il delitto l'assassino prende una ciocca di capelli dalla vittima come "souvenirs". Latitante ormai da 25 anni, la polizia si rimette sulle sue tracce quando vengono uccise due donne nello stesso modus operandi dell'Acconciatore. Presente nel film per la televisione Souvenirs, della serie 6 passi nel giallo del 2012, il serial killer è interpretato da Nicolas Vaporidis.

### 2014

#### Doris Zander
Doris Zander abbreviata anche in DZ è uno spirito maligno che uccide le sue vittime attraverso la tavola ouija, quando qualcuno si mette in contatto con lei. Ospite del corpo di una bambina, era figlia di una medium che usava la stessa come tramite per creare un collegamento tra il mondo dei vivi e quello dei morti. Quando iniziò a dare segni di squilibrio la madre la uccise cucendogli la bocca con una spago.
Doriz Zane è presente nel film Ouija del 2014, interpretata dalla giovane attrice Sierra Heuermann.

### 2015

#### Moira Karp
Lincoln Taggert è un ragazzo solitario fan del metal, che viene preso di mira dai bulli della scuola. Stanco di subire le angherie di quest'ultimi, tenta di ribellarsi reagendo in malo modo e viene punito con il suo trasferimento in riformatorio. Qui subisce nuovamente le vessazioni dei prepotenti. Decide così di evocare lo spirito maligno di Moira Karp, anch'egli vittima di bullismo, che inizierà a mietere vittime per vendetta.
L'assassina demoniaca interpretata dall'attrice Sierra McCormick, è presente nel film L'odio che uccide del 2015.

### 2017

#### Baby Face
Theresa "Tree" Gelbman è una studentessa bloccata in un loop temporale, che rivive la stessa giornata ogni qualvolta che la ragazza si risveglia dalla sua morte, provocata puntualmente da un misterioso serial killer che indossa una maschera da neonato. Decide così di tracciare ogni suo passo per trovare l'assassino. Il serial killer Baby Face appare in Auguri per la tua morte del 2017 e nel sequel  Ancora auguri per la tua morte, del 2019.

### 2018

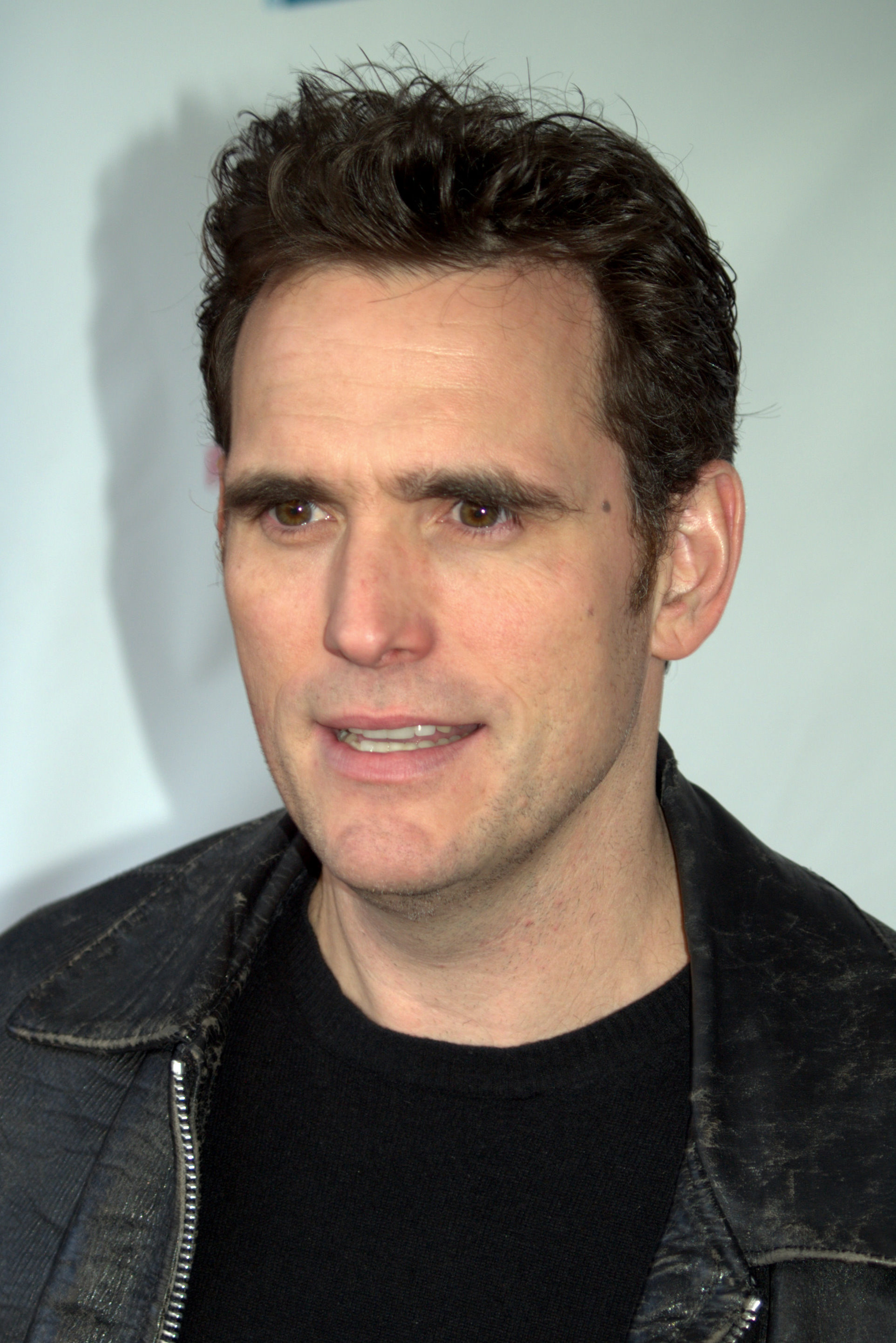
L'attore Matt Dillon.

#### Jack
Jack è un abile serial killer psicotico e senza scrupoli, affetto da un disturbo ossessivo-compulsivo. Uccide le sue vittime per realizzare la casa dei suoi sogni, costruita con i corpi esanimi e congelati delle sue vittime. Jack è interpretato da Matt Dillon ed è presente nel film La casa di Jack del 2018, diretto da Lars Von Trier.